# Louis Guilloux
Pour les articles homonymes, voir Guilloux.
Louis Guilloux, né le 15 janvier 1899 à Saint-Brieuc et mort le 14 octobre 1980 dans la même ville, est un écrivain français.
Auteur du Sang noir, il appartient à cette « grande génération » de romanciers, déterminée par l’expérience de la guerre de 1914. « Romancier de la douleur », sensible au sort que la société réserve aux plus démunis, il se caractérise également par son engagement antifasciste. Il se situe au cœur des questionnements littéraires, politiques et existentiels de son époque.
Il a vécu entre Paris et Saint-Brieuc que l’on reconnaît dans la petite ville de province qui sert de cadre à de nombreux romans. Mais en se refusant à lui attribuer un nom, il lui confère une très vaste portée.
Il s’inscrit dans une veine réaliste, issue du naturalisme, qui justifie son rapprochement avec la littérature prolétarienne. Néanmoins, son œuvre se développe en pleine période de « crise du roman » et explore les multiples ressources du genre romanesque. Le récit peut se concentrer sur une seule journée (Le Sang noir) ou couvrir un demi-siècle (Le Jeu de patience), être proche du grand roman polyphonique ou de l’« essai de voix » (Coco Perdu). La diversité de cette œuvre unifiée par son sens du tragique montre que son auteur ne peut être réduit ni à son engagement social, ni à son appartenance bretonne.
Il est l’ami intime d'André Malraux et d'Albert Camus. Depuis 1983, un prix littéraire porte son nom.

## Biographie

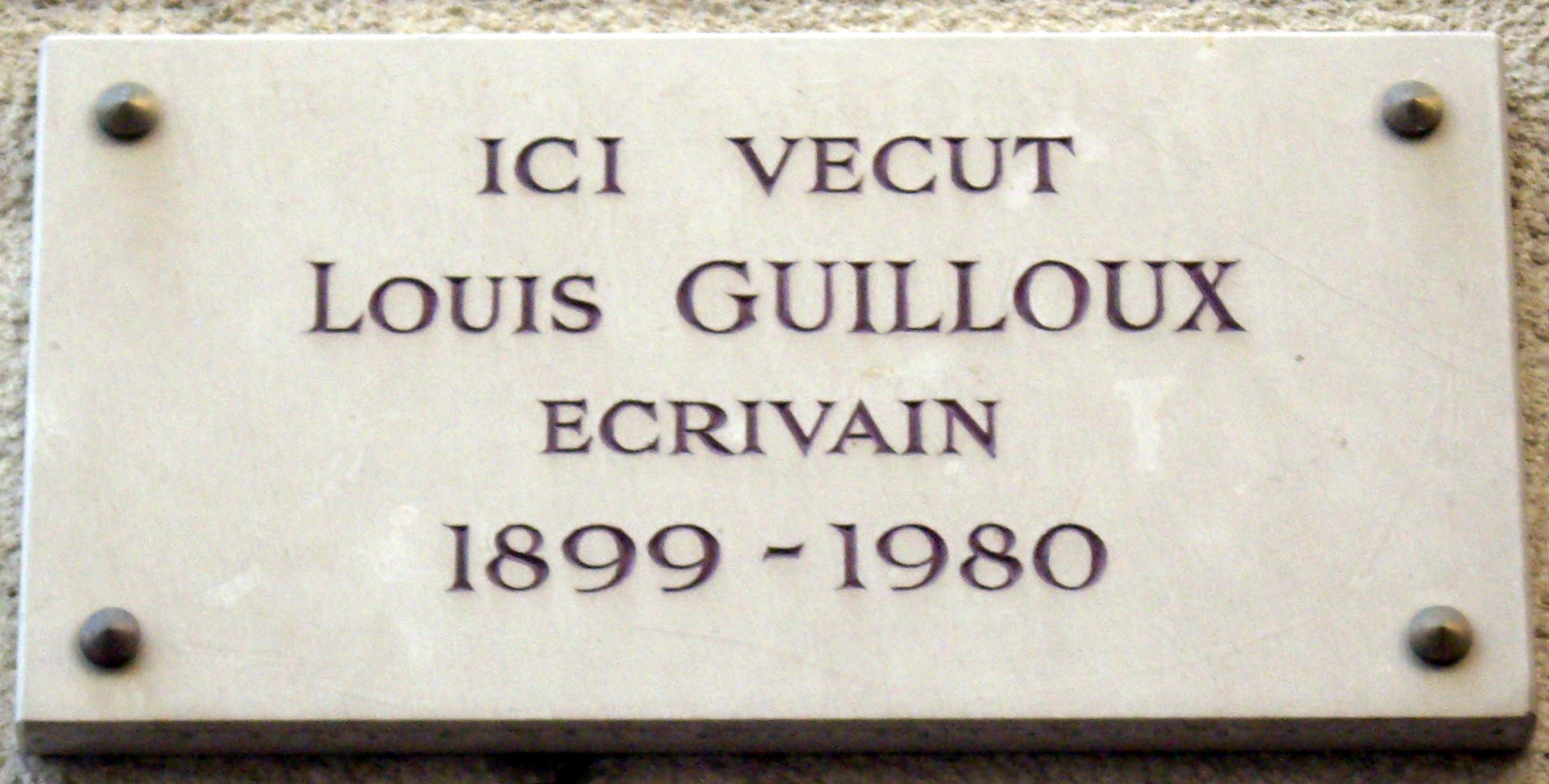
Plaque apposée au no 42 de la rue du Dragon, dans le 6e arrondissement de Paris.

### Origine, enfance et formation
Louis Guilloux naît à Saint-Brieuc en 1899. Malgré de nombreux séjours à Paris et un bref passage à Angers, il reste attaché sa vie durant à sa ville natale, dans laquelle il situe l'action de plusieurs de ses romans et où il écrit la majeure partie de son œuvre.
Son père est cordonnier et sa mère modiste. À la naissance de Louis, le couple a déjà deux filles. Les difficultés matérielles conduisent la famille à des déménagements successifs au sein de la petite ville. L’expérience de la pauvreté, qui est aussi expérience de l’exclusion, imprègne à tout jamais l’enfant. Son père est militant socialiste. Secrétaire de section, il se présente à plusieurs reprises à des élections locales. L’œuvre de Louis Guilloux, de La Maison du peuple au Jeu de patience garde le souvenir des réunions de section, des espoirs et des désillusions politiques, de la fréquentation des compagnons artisans (Compagnons).
Une forme de tuberculose osseuse lui laisse une main gauche légèrement déformée, le rendant inapte aux métiers manuels. C’est pourquoi il entre en sixième comme élève-boursier au lycée de Saint-Brieuc, devenu collège Anatole Le Braz. L’apprentissage de l’anglais seul semble le passionner. L’été 1914, il est en Angleterre quand la guerre est déclarée. En 1916, il résilie sa bourse et demande un poste de surveillant d’internat. La complexité de sa situation est analysée par Sylvie Golvet. Il aspire à être écrivain, à suivre une voie intellectuelle mais il se sent en porte-à-faux avec son milieu d’origine : il ne veut pas être le « bourgeois de la famille ». Il échoue au baccalauréat. En 1921 dans une lettre à Jean Grenier, il confie :

« Je regrette seulement d’être un éternel inclassé, et d’avoir tant à me reprocher pour n’avoir pas tenté de me classer. »

Sa formation intellectuelle n’est pas académique, et vient moins d’une institution scolaire dans laquelle il ne trouve pas sa place que de sa curiosité de lecteur porté vers Jules Vallès ou Maxime Gorki et de ses rencontres, entraînant à leur tour amitiés et lectures.
La première rencontre décisive est celle du philosophe et professeur Georges Palante qui prête certains de ses traits au Cripure du Sang Noir. C’est d’abord la lecture de Jean-Christophe de Romain Rolland qui les rapproche. S’ensuit une longue et profonde amitié, essentielle dans la formation intellectuelle de l’écrivain : Pascal et Nietzsche font partie des auteurs lus à cette époque. Pendant la guerre, encore, il fait la connaissance du poète Lucien Jacques et du critique d’art Waldemar George qui deviendra le personnage de Kaminski dans Le Sang noir. C’est grâce à lui qu’il découvre Dostoïevski. En 1917, à la bibliothèque de Saint-Brieuc, Guilloux rencontre Jean Grenier, futur professeur de philosophie de Camus à Alger.
Il a été témoin pendant la guerre de l’arrivée des longues files de soldats blessés au lycée transformé par les circonstances en hôpital tandis que le maire parcourt la ville pour annoncer aux familles la mort d’un fils, d’un frère ou d’un époux. Cela constitue une expérience qui fonde la singularité d’une œuvre- témoignage de premier plan sur la vie d’une petite ville de province de l'arrière pendant la première guerre mondiale. Le sentiment tragique qui habite les romans de Louis Guilloux s’enracine dans cette vision du mal.
Il part pour Paris en 1918 ; commence une période difficile où il est amené à vivre de petits métiers. « Une recommandation de Georges Palante à l’intention de Jean Finot, directeur de La revue Mondiale ne lui ouvre aucune possibilité ». Le soutien de la famille Robert lui est alors d’un grand secours. Cependant, sa décision est prise : « Je ne saurais décidément qu’écrire, plus rien ne m’en empêchera ».

### Débuts littéraires

#### Un écrivain dans la presse
Au printemps 1921, Louis Guilloux s’installe pour de bon dans la capitale et, dès l’été, il parvient à placer ses premiers textes dans divers journaux parisiens. Il publie principalement des nouvelles et des contesdans des quotidiens d’obédience socialiste, comme Le Populaire, proche de la SFIO ou Le Peuple, qui est une publication de la C.G.T., voire dans des journaux républicains, plutôt conservateurs comme Bonsoir, Le Petit Journal ou à tendance socialisante comme L’Œuvre. Il rédige également les échos pour Excelsior, « un quotidien de douze pages qui bénéficie alors d’une bonne réputation ». D’octobre 1921 à avril 1923, il collabore régulièrement à l’hebdomadaire Floréal, un périodique culturel de qualité « destiné à apporter des informations choisies à un lectorat populaire ». Louis Guilloux s’y révèle un chroniqueur soucieux du monde moderne, maniant l’ironie et propre à des envolées poétiques, capable de traiter de sujets très variés, qu’il s’agisse du Tour de France cycliste, des théories d’Einstein, du cinéma, des débuts de l’aviation ou de la traduction française d’Introduction à la psychanalyse de Sigmund Freud.
Le 1er mai 1922, Guilloux parvient à une certaine stabilité financière puisqu’il est engagé à L’Intransigeant, un grand quotidien du soir, d’opinion de droite. Il entre au service étranger, chargé de la traduction de la presse anglaise. Dans une lettre à Alain Lemière (datée du 25 octobre 1921), il fait état de sa collaboration aux différents journaux déjà mentionnés, « surtout à L’Intransigeant. Je dis surtout parce que L’Intran est un grand journal qui paie bien », avant d’ajouter plus loin : « Et avec cela derrière moi je m’en vais commencer une nouvelle série de luttes (parfaitement : de luttes) pour m’adjoindre d’autres ressources et d’autres moyens de me répandre ». Les premiers pas de Louis Guilloux dans la presse sont donc marqués par la volonté de s’imposer et dénotent d’emblée des ambitions littéraires que le jeune homme revendique ouvertement auprès de sa famille et de ses amis.

#### Réseaux de relations et premières tentatives littéraires
Entre le 1er février et le 15 avril 1923, Guilloux entreprend la rédaction de L’Indésirable, un roman qui a pour décor une ville de l’arrière pendant la guerre de 14-18. S’inspirant d’un scandale survenu à Saint-Brieuc en 1917, Guilloux évoque la mise au ban d’un respectable professeur d’allemand qu’une rumeur insidieuse et infondée décrit comme un traitre, à la solde des « boches ».
Le roman, demeuré inédit du vivant de l’auteur, a été finalement publié chez Gallimard en 2019. Les thèmes de l’œuvre à venir apparaissent déjà dans ce récit écrit à l’âge de 24 ans : la guerre observée depuis l’arrière (qui correspond à la situation vécue par l’écrivain), la notion d’un pouvoir qui instrumentalise et mutile les vivants et une vision de la violence historique qui décrit une humanité en état de guerre perpétuelle. Les différentes réactions de ses proches à la lecture du manuscrit et le refus des Éditions Rieder ont incité Guilloux à ne pas publier l’ouvrage. Pendant près de dix ans, il envisage de retravailler le manuscrit, avant d’y renoncer d’autant qu'il « a utilisé pour Le Sang noir une partie non négligeable des personnages et des situations présentés dans L’Indésirable » et qu'« il est ainsi possible d’observer l’évolution considérable de l’écrivain entre une œuvre de jeunesse prometteuse mais inégale et un roman qui est l’une de ses réussites majeures ».
Parmi les premiers lecteurs de cette œuvre de jeunesse, figure Renée Tricoire, une professeure de lettres, d’origine toulousaine, que Louis Guilloux a rencontrée chez Henri Petit. Séduit par cette jeune femme brillante et cultivée, de quatre ans son aînée, Guilloux, pourtant rétif à l’idée de la vie conjugale, la demande en mariage. La cérémonie est célébrée le 12 août 1924. Par la suite, Renée Guilloux est devenue une enseignante très appréciée de ses élèves. Jusqu’aux années trente, elle apporte à Louis Guilloux « une collaboration littéraire, sous forme d’avis, de suggestions et d’échanges d’idées » , qu’il s’agisse de relecture (Le Sang noir lui est d’ailleurs dédié) ou de travaux de traduction.
Grâce à son ami André Chamson, Guilloux fait la rencontre de Daniel Halévy. Cet historien, ami de Marcel Proust et de Charles Péguy, dreyfusard de la première heure, dirige la collection des Cahiers verts chez Grasset. À partir de l’hiver 1925, Guilloux fréquente les réunions littéraires que Daniel Halévy organise tous les samedis dans son appartement du Quai de l’Horloge. Il agrandit le cercle de ses relations et fait notamment la connaissance de Julien Benda et d’André Malraux. Une amitié profonde va le lier à ce dernier : d’emblée, Guilloux est impressionné par les qualités intellectuelles et les dons d’orateur de celui qui vient de publier La Tentation de l’Occident chez Grasset. Pendant l’été 1926, grâce à Jean Grenier, Guilloux fait également la connaissance de Max Jacob à Saint-Brieuc. Guilloux évoque dans ses Carnets « l’étonnante soirée » passée en compagnie du poète qui entreprend en vain de le convertir au catholicisme et qui veut l’emmener à Nantes avec lui : « Tu m’apprendras à faire un roman et je te montrerai comment on fait les poèmes en prose ».
Louis Guilloux a en effet décidé de se consacrer entièrement à l’écriture depuis sa démission de L’Intransigeant, le 25 avril 1926, quittant Paris pour retourner vivre à Saint-Brieuc.

#### Une «carte de visite»:La Maison du peuple
C’est en juillet 1927 que Louis Guilloux publie son premier roman, La Maison du peuple, qui va l’imposer sur la scène littéraire. Il lui a fallu quatorze à quinze mois pour écrire cette œuvre autobiographique qui raconte la vie et les combats politiques d’un père cordonnier et militant socialiste. Guilloux a d’abord soumis son manuscrit à Daniel Halévy qui l’adresse à Jean Guéhenno, lequel lance à ce moment une collection chez Grasset, « Les Écrits ». Il est bouleversé par cette lecture qui le renvoie à sa propre enfance de fils de cordonnier à Fougères. Dans une lettre à Halévy, Guéhenno explique combien il a été troublé par l’évocation de ce destin similaire au sien : « Il m’est tout à fait impossible de juger ce livre-là comme un autre livre. (…) Il me semble écouter quelqu’un témoigner pour moi, et je ne pense qu’à remercier ». Un contrat est signé avec Grasset en avril 1927.
Un demi-siècle après sa parution, lors d’un entretien radiophonique, Louis Guilloux a indiqué ce que cet ouvrage signifiait à ses yeux :

« C’est une carte de visite aussi puisque, en somme, je me destinais à faire ce métier, eh bien… j’ai voulu dire d’abord « voilà qui je suis, voilà d’où je viens », n’est-ce pas… et ça a été La Maison du peuple. »

La figure du père s’impose dès le début du récit. C’est celle d’un honnête travailleur, cordonnier depuis l’âge de onze ans qui refuse de ployer sous le joug des patrons et des nantis. Guilloux décrit un père frondeur prônant la Révolution et enjoignant aux camarades de se grouper pour lutter plus efficacement. Son métier ne lui permet pas d’échapper à une vie précaire. La grave maladie de son épouse puis la mort de la grand-mère après une vie de labeur confirment les dures conditions d’existence de la famille. Derrière une apparente simplicité narrative, La Maison du peuple est un récit qui parvient à exprimer sans emphase les mécanismes d’aliénation sociale. Guilloux décrit l’humiliation d’un homme qui ne parvient plus à gagner sa vie, parce que ses opinions politiques indisposent les clients et qu’il fréquente le docteur Rébal qui est à la tête de la section socialiste. Il doit même fermer boutique et se retrouve dans l’impossibilité de payer son loyer.
La trahison du docteur Rébal qui, sitôt élu, dénonce la coalition, entraine une grave désillusion politique. Mais le père réorganise le mouvement populaire en projetant de construire une Maison du Peuple. C’est une utopie concrète et emblématique qui se réalise ainsi à travers un édifice construit par et pour le peuple. La déclaration de guerre d’août 14 vient balayer tous ces espoirs et le récit s’achève sur le départ des hommes pour le front.
Le livre reçoit un accueil critique favorable. Des écrivains renommés comme Romain Rolland et Georges Duhamel font part de leur admiration à Guilloux. La presse socialiste ne manque pas de souligner la qualité de l’écriture et l’évocation précise et pertinente de la classe ouvrière, comme en témoignent les articles louangeurs d’Henri Barbusse et de Henry Poulaille. La critique, dans son ensemble, insiste sur la sobriété du style et le refus de toute emphase. Cette « carte de visite » permet donc à Louis Guilloux d’être reconnu par le milieu littéraire mais, dans les années qui suivent, le jeune auteur tentera d’échapper à l’image d’« écrivain prolétarien » qu’il juge réductrice.

### Années 1928-1934: Louis Guilloux, un auteur prolétarien?
Le bon accueil critique de La Maison du peuple conforte les ambitions de Louis Guilloux. Après avoir vécu deux ans à Angers où son épouse Renée avait été nommée professeur, Louis Guilloux revient à Saint-Brieuc en 1930. Le couple fait l'acquisition d'un terrain, rue Lavoisier, dans le quartier Saint-Michel et y fait construire leur maison où naît en 1932 Yvonne, leur fille unique. Louis Guilloux poursuit dès lors activement son œuvre et publie son deuxième roman, Dossier confidentiel, en 1930. Par bien des aspects, ce roman, dont l’intrigue se déroule dans une ville de l’arrière pendant la guerre de 1914, annonce Le Sang noir. Dans la première partie de l’ouvrage, Guilloux évoque les réactions de trois adolescents, Raymond, Laurent et Lucie face à la guerre et décrit leur immense désarroi. La seconde partie raconte le départ du narrateur accompagné de sa tante pour s’installer dans un hôtel d’une ville de province anonyme. Le récit s’oriente sur le versant balzacien plus traditionnel d’une étude de caractères avant de se conclure sur un crime involontaire commis par Raymond et dont il finit par s’accuser. Cette fin est jugée confuse par la critique. L’épilogue renvoie à la démarche rédemptrice de Raskolnikov à la fin de Crime et Châtiment. Raymond découvre ainsi grâce à un certain M. Coudrier, qu’il est sans doute incapable d’aimer : « Coudrier répète que chacun sera son propre juge. Il ajoute : “Vous serez simplement mis en présence de vous-même. La lumière de Dieu suffira” ». Ses amis, qui sont les premiers lecteurs du manuscrit, regrettent la référence dostoïevskienne trop flagrante et tentent de préserver le jeune auteur de toute approche édifiante. Guilloux a bien entendu pris en compte ces recommandations et privilégie dans le roman la description d’une ville de province gagnée par l’idéologie mortifère et mensongère du pouvoir.
Bien que de nombreux critiques, d’Albert Thibaudet à Frédéric Lefèvre, louent les qualités du roman, certains s’accordent à le trouver incompréhensible, « de manquer de clarté et de cohérence » et de laisser « le lecteur perplexe ». Ces reproches éclairent sans doute les véritables enjeux du livre qui seraient de traduire, pour reprendre une distinction proposée par Kamel Daoud à propos d’Albert Camus, une expérience de l’inexplicable. La tragédie à l’échelle collective rejoint la tragédie à l’échelle privée. Rien ne justifie le massacre de masse comme rien n’explique le meurtre commis par Raymond. C’est Laurent, son camarade épris d’absolu qui donne la clef avec cette remarque : « La guerre n’est pas un contraire, ni un moment, mais une suite, comprenez-vous ? L’homme est le même, dans la guerre et dans la paix, et le monde est le même, c’est-à-dire pourri. » Ce profond pessimisme métaphysique conduit Guilloux à une vision de l’Histoire placée sous le sceau de la désillusion et de la méfiance, au point de privilégier une démarche pragmatique, comme il l’affirme dans ses Carnets :

« La question n’est pas de savoir quel est le sens de cette vie, mais qu’est-ce que nous pouvons en faire ? »

En 1931, Guilloux publie un court récit intitulé Compagnons. Il y raconte comment Jean Kernevel, un artisan-plâtrier, âgé de cinquante ans, tombe gravement malade. Ce célibataire est relayé par ses compagnons qui viennent à son chevet pour l’assister dans ses derniers moments. D’Albert Camus à Pierre Lemaitre, de nombreux écrivains considèrent ce récit comme une des réussites majeures de Guilloux, en raison de l’émotion provoquée par une écriture sobre et dépouillée de tout artifice. L’auteur y rappelle la nécessité de l’amour, qui serait la seule manière de résister à la misère et à l’injustice sociale.
L’humilité et la dignité de Kernevel, la solidarité naturelle et implicite de ses compagnons participent de ce « sublime populiste » qui refuse les effets spectaculaires. Guilloux se méfie en effet d’une représentation bourgeoise qui n’appréhende le peuple qu’à travers le prisme mélodramatique ou folklorique, dans la continuité d’une certaine littérature du XIXe siècle (Lamartine, Hugo, Sand). Il est indéniable que La Maison du peuple, Compagnons et Angélina s’apparentent à l’esthétique populiste et « s’intègrent à la ligne naturaliste (…) où l’intérêt se trouve concentré sur un thème unique : la confrontation dans les premières années de ce siècle, d’une famille pauvre à la structure sociale de son temps. » Pour autant, Guilloux n’a eu de cesse de récuser les étiquettes d’écrivain populiste ou prolétarien qu’il juge sclérosantes.
À la fin des années vingt, Léon Lemonnier et André Thérive tentent de promouvoir un mouvement littéraire populiste. Lemonnier explique dans un manifeste publié en 1929, que « le peuple offre une matière très riche et à peu près neuve » et, bien qu’il cite La Maison du peuple parmi les exemples du roman populiste, « il n’envisage pas que l’écrivain populiste soit d’origine populaire. (…) Le peuple est donc [pour lui] une matière pittoresque pour des écrivains bourgeois lus par des bourgeois… » Guilloux ne peut évidemment souscrire à un tel point de vue et refuse logiquement d’entrer dans ce mouvement. Et c’est sans enthousiasme qu’il accepte le Prix populiste en 1942 pour Le Pain des rêves.
Louis Guilloux n’adhère pas non plus au mouvement des écrivains prolétariens, qui rassemble des auteurs d’origine populaire autour d’Henry Poulaille. Dans une lettre à Romain Rolland datée de septembre 1931, il affirme craindre l’image simplificatrice et figée de « romancier du prolétariat » :

« Malgré tout, je ne veux, je ne puis me dire d’un parti ou d’une école. Et l’on voudrait que je me dise écrivain prolétarien. Mais les hommes que j’ai voulu peindre ne sont pas d’abord des prolétaires. Ils sont avant tout des hommes (…). Il n’y a qu’une expérience, la même pour tous, et qui est l’expérience de l’amour. »

Mais cette indépendance revendiquée a un prix : un relatif isolement qui coupe Guilloux des réseaux littéraires qui auraient pu le soutenir. En n’hésitant pas à critiquer des mouvements qui tentent de l’enrôler et donc, selon lui, d’aliéner sa liberté créatrice , Guilloux connaît une situation instable dans son propre camp, celui de la gauche intellectuelle. Il donne ainsi à la revue Europe un compte-rendu très critique du livre d’Henry Poulaille, Nouvel âge littéraire. S’il ne doute pas de la probité et de la sincérité de Poulaille, Guilloux se méfie d’un discours militant qui asservit la littérature à des débats d’école, de clan, de catégorie et qui, en quelque sorte, assigne à résidence l’écrivain issu du peuple. Il préconise au contraire une liberté artistique qui puisse résister à tout embrigadement, qu’il soit idéologique ou esthétique :

« Le fond du livre de Poulaille est précisément une invitation à nous enfermer dans nos classes. Et c’est cette invitation que nous devons décliner si nous tenons à être ce que nous sommes, à faire ce que nous avons à faire. Notre époque est empoisonnée de faux problèmes, ayons le courage de nous en délivrer. Souhaitons certes avec Poulaille la venue d’une littérature prolétarienne, c’est-à-dire d’une nouvelle expression de l’homme. Mais sachons rester libres. »

Guilloux enfant du peuple doit-il nécessairement se conformer à l’image de l’écrivain prolétarien ? Son rejet des propositions populiste et prolétarienne confirme cette volonté d’échapper à un tel tropisme social et idéologique. Il demeure ainsi tiraillé entre la loyauté envers sa classe d’origine et un profond désir de liberté inhérent à sa condition d’artiste.
Avec la parution d’Hyménée en 1932, Guilloux propose une observation précise de la vie conjugale. Délaissant l’évocation des milieux populaires et prenant pour cadre la petite bourgeoisie de province, Guilloux s’essaie au roman psychologique et offre une étude en profondeur du destin de deux individus ordinaires, Maurice et Berthe. À partir d’un simple mensonge (Berthe a une liaison avec Maurice et lui fait croire qu’elle est enceinte afin qu’il l’épouse), Guilloux décrit l’enlisement d’un couple dans l’incompréhension et le désamour. Par obéissance aux convenances sociales, Maurice et Berthe subissent leur destin sans parvenir à le changer. Roman de l’enfermement, Hyménée est aussi un roman tragique, mais d’un tragique dénué de grandeur, sans lien avec le transcendant et qui prend sa source dans la quotidienneté.
Bien que Guilloux ait signé en décembre 1932 un contrat pour six romans chez Gallimard, il publie un dernier ouvrage intitulé Angélina chez Grasset en 1934. Il poursuit la geste familiale entamée avec La Maison du peuple en s’inspirant des souvenirs d’enfance et de jeunesse rédigés par sa mère. Guilloux songe à les publier tels quels mais décide finalement d’utiliser cette matière autobiographique à des fins fictionnelles. Il raconte la vie d’un artisan-lamier, Esprit Le Coq marié à Anne-Marie et père de trois enfants, Henri, Charles et Angélina. Les difficultés de la vie quotidienne, le spectre du chômage, les combats politiques traversent ce « texte à la frontière de l’autobiographie familiale, du document humain et du roman ». Angélina marque la fin du cycle des œuvres de jeunesse et lors de sa parution, Guilloux est plongé depuis plusieurs mois déjà dans la rédaction du Sang noir, qui sera perçu comme l’un des romans majeurs de l’entre-deux-guerres.

### Le succès duSang noir
À partir de 1929-1930, Louis Guilloux entreprend la réécriture de l’Indésirable. Cela deviendra Le Sang noir qui rencontre un véritable succès, dès sa parution en octobre 1935. « Le dossier de presse montre que la sortie du Sang noir est un événement littéraire et politique ». La réception médiatique a été préparée par l’auteur et son éditeur. Le bandeau publicitaire « La vérité de ce monde, ce n’est pas qu’on meurt, c’est qu’on meurt volé » fait du roman une réponse à Céline et à Voyage au bout de la nuit qui a remporté lui-même un grand succès, malgré l’échec au Goncourt. La stratégie est claire : avoir le Goncourt serait faire mieux que Céline, ne pas le recevoir serait une preuve supplémentaire du discrédit qui pèse sur le prix.
La force du roman vient autant de son sujet - la guerre vue d’une petite ville de l’arrière en 1917 au moment des mutineries de soldats – que de sa composition. Dans ce contexte historique, le roman met en scène les dernières vingt-quatre heures du professeur de philosophie, Merlin, qui n’enchante plus guère et que ses élèves, par dérision, surnomment Cripure. La construction dramatique repose sur les unités de temps et de lieu. Mais l’art de la narration utilisant « les monologues croisés et la circulation des énonciations croisées» dote d’une profondeur temporelle personnages et événements, faisant sentir qu’« une journée est toujours plus qu’elle-même». L’opacité des personnages, et notamment celle du personnage principal, loin d’être dissipée par ces modalités narratives, s’en trouve renforcée. Que les protagonistes du récit durant cette journée soient enfermés dans une ville-labyrinthe qui dévore ses enfants en les envoyant à la mort augmente indéniablement la puissance du sentiment tragique qui saisit le lecteur de ce grand roman moderne.
Quand le verdict du jury Goncourt tombe, la riposte s’organise : le 12 décembre 1935, la maison de la culture de la rue Poissonnière accueille un meeting en soutien à Louis Guilloux, « Défense du roman français ». Sous la présidence de Roland Dorgelès, André Gide, André Malraux, Louis Aragon, Eugène Dabit sont à la tribune, autour de l’auteur du Sang noir qui à son tour lit un texte développant ses idées sur la création romanesque. Cette assemblée d’auteurs, et non des moindres, contribue à transformer l’échec du Goncourt en succès. La presse de gauche déjà mobilisée en faveur du roman n’est pas à convaincre et Gallimard fait paraitre des encarts publicitaires dans la presse de droite, laissant entendre qu’être refusé au Goncourt constitue un gage de qualité.
Dabit salue dans le roman la contestation des historiens officiels qui venge ceux qui ont dû faire la guerre. Gide écrit à Guilloux en décembre 1935 que Le Sang noir « offre de quoi perdre pied », reconnaissant par cette formule son pouvoir de subversion. Aragon est sensible à la verve satirique qui parcourt le texte et à la peinture d’une « ménagerie humaine». Malraux évoque la « danse de la mort» auquel se livrent les personnages, ombres errantes dans la ville. La critique des pairs dans son ensemble souligne ce qui fait du roman un coup de maître: mise en lumière des oubliés de l’Histoire, satire virulente de l’univers étroit de la petite ville de province et de ses notables, sens aigu du tragique, présentation complexe des personnages - et notamment du personnage de Cripure - à propos desquels il est difficile, sinon impossible d’arrêter une vérité, référence explicite au roman russe, incertitude fantastique dans laquelle baignent certains épisodes. La diversité des propos montre la richesse d’un roman, dont Jorge Semprún dira plus tard l’importance de sa découverte pour l’adolescent qu’il était :

« Outre que c’est l’un des plus grands romans français de ce siècle -étrangement méconnu, à mon avis : il doit y avoir des raisons ; sans doute sont-elles inavouables, scandaleuses du moins -, j’y ai appris des choses essentielles : sur la densité de la vie, sur le Mal et le Bien, sur les misères de l’amour, sur le courage et la lâcheté des hommes, sur l’espoir et le désespoir. »

En 1967, est présentée l’adaptation théâtrale du Sang noir écrite par Louis Guilloux, Cripure, dans une mise en scène de Marcel Maréchal. Si certains critiques contestent les choix de Marcel Maréchal, tout le monde s’accorde à reconnaitre que Le Sang noir est un chef-d’œuvre. En 1970, l’accueil est plus favorable encore et la représentation de 1990 est saluée par Jean Daniel dans Le Nouvel Observateur.
Notons que la réception extrêmement positive de L’Indésirable, au moment de sa publication posthume par les soins d’Olivier Macaux au printemps 2019 montre que l’intérêt des questions soulevées dans Le Sang noir ne se dément pas.

### Engagements

#### Congrès des écrivains pour la défense de la culture
En parallèle à son activité d’écrivain, Guilloux s’est engagé depuis le début des années 1930 (1932-1933) dans les mouvements des intellectuels et des écrivains qui dénoncent le militarisme puis les dangers du fascisme et du nazisme. 

Dans le sillage d’André Malraux, Guilloux adhère en 1933 à l’AEAR, l’Association des écrivains et artistes révolutionnaires fondée par le parti communiste français. Après les émeutes parisiennes du 6 février 1934, il signe l’appel du Comité de vigilance des intellectuels antifascistes avant de participer activement à Paris, du 21 au 25 juin 1935, au premier Congrès international des écrivains pour la Défense de la Culture connu comme le Congrès des écrivains antifascistes. 

C’est un événement majeur dans le monde de la culture, puisqu’il permet le rassemblement de nombreux écrivains et intellectuels dans la grande salle de la Mutualité à Paris, devant une assistance de 2500 à 3 000 personnes. L’AEAR, et donc le parti communiste français, sont à l’origine de ce congrès et invitent des intellectuels et artistes communistes, des « compagnons de route », mais aussi des radicaux-socialistes, voire des libéraux. Guilloux ne prend pas la parole pendant le congrès mais il effectue les nombreuses tâches de secrétariat en remplacement de Louis Martin-Chauffier tombé malade. Il s’agit bien d’un lourd travail d’organisation, concernant l’accueil et l’hébergement des congressistes, que Guilloux, très impliqué, a dû assumer. 

On dénombre pas moins de 250 écrivains et intellectuels de 38 pays : Gide, Malraux, Aragon, Guéhenno figurent parmi les auteurs français de renom. Les auteurs allemands sont représentés notamment par Bertolt Brecht, Thomas Mann, Robert Musil, Anna Seghers. Quant aux auteurs anglo-saxons, ils comptent dans leurs rangs des personnalités aussi reconnues que George Bernard Shaw, Aldous Huxley, E.M. Forster, Sinclair Lewis ou Dos Passos. Une importante délégation soviétique menée par Ilya Ehrenbourg a fait le déplacement mais sans Maxime Gorki. Gide et Malraux parviennent alors à convaincre les autorités soviétiques d’autoriser la venue d’Isaac Babel et de Boris Pasternak, dont le discours prononcé à la tribune le soir du 24 juin a profondément marqué Guilloux. Des controverses surgissent notamment avec les surréalistes menés par André Breton et les trotskistes quand ils tentent d’évoquer l’affaire Victor Serge, emprisonné par Staline. « Les débats sont parfois houleux, les affrontements verbaux violents. La question des libertés, non seulement dans les pays fascistes, mais aussi en URSS est abordée à plusieurs reprises.»
Par la suite, Guilloux ne participe pas aux congrès qui se déroulent à Londres en juin 1936 et à Valence et Madrid en juillet 1937.
L’engagement social et politique de Guilloux n’a cessé pourtant de s’élargir jusqu’à la guerre : contre les ventes-saisies de leur ferme dont les paysans sont victimes en Bretagne, dans le comité de chômeurs et au Secours Rouge à Saint-Brieuc, et dans l’accueil des réfugiés espagnols dans les Côtes-du-Nord en 1937 et 1939. Ce faisant, Louis Guilloux a développé des relations dans les milieux militants communistes en premier lieu, mais aussi socialistes et chrétiens. Ces contacts noués dans les luttes communes des années 1930 seront déterminants sous l’Occupation.

#### Voyage en URSS avec Gide et retour
Avec la publication du Sang noir, Louis Guilloux s’est affirmé comme écrivain de premier plan. Gide admire et l’homme et l’écrivain. Invité par le gouvernement soviétique, il fait cette proposition, notée par Louis Guilloux dans ses Carnets : « 28 janvier 1936- Passé la soirée chez Gide. Il m’invite à l’accompagner en URSS. Le projet me tente énormément mais… J’accepte cependant. ». Outre Louis Guilloux, Gide s’entoure d’Eugène Dabit, Jef Last, Pierre Herbart et Jacques Schiffrin, tous écrivains de gauche heureux de l’occasion d’un voyage si utile pour comprendre la réalité soviétique.
L’équipe doit se scinder car il est demandé à Gide, pour un accueil triomphal, de gagner Moscou en avion, ce qu’il fait, accompagné du seul Herbart. Leur arrivée le 19 juin coïncide avec la mort de Gorki. Lors des funérailles, Gide est appelé à prononcer un discours sur la Place Rouge comportant un hommage appuyé à l’Union soviétique. Les autres membres de l’équipe partent de Londres sur un bateau soviétique, à destination de Léningrad.
Sur l’ensemble du voyage, Louis Guilloux reste très discret. On en sait davantage grâce au Retour de l'U.R.S.S. de Gide et aux annotations de Dabit dans son Journal intime, émouvantes en raison de la mort de l’auteur à Sébastopol. Dabit souligne notamment l’ambiance très festive sur le bateau de Londres à Leningrad où les compagnons se livrent à « la chasse aux femmes ». Du voyage lui-même, il retient surtout les aspects touristiques , et les soirées avec Guilloux, son compagnon de chambrée. Du récit de voyage de Pierre Herbart on retiendra surtout l’appréciation sur le repas officiel offert au groupe à l’hôtel Astoria sur les bords de la Neva, à Léningrad où il se livre « menu en main, à un petit calcul approximatif du prix de revient du repas : environ deux cents roubles par tête, le salaire moyen d’un ouvrier ». Gide, quant à lui, accepte le faste du protocole mais s’agace de la présence du Guépéou tout en pensant qu’il est assez prudent pour échapper à la filature bien qu’il s’interroge sur la disparition d’un jeune étudiant qu’il a connu à Moscou et fait venir à Léningrad : « je suis certain qu’on s’est vengé de lui et je n’ai jamais pu savoir ce qu’il était devenu…Oui, je suis convaincu que je l’ai tué ». Il confirme également la scission du groupe en deux équipes dans une lettre à Roger Martin du Gard : « Le plus souvent la bande se divise : Dabit, Schiffrin et Guilloux filent de leur côté, ou, plus exactement, nous les laissons, Pierre Herbart, Jef et moi, pour courir ». Le dernier mot est clair : à chaque groupe, ses priorités…
Tous les témoignages concordent donc pour noter le caractère somptueusement protocolaire, touristique, et sous surveillance du voyage. Raisons pour lesquelles on peut comprendre facilement que l’ennui et la déception aient pu gagner Schiffrin et Guilloux et les décider à rentrer prématurément en France depuis Tiflis tandis que Dabit est resté, par reconnaissance envers Gide et par amour pour une jeune femme, Alisson, avec qui il file un parfait amour.
Lors du retour en France, au traumatisme général causé par la mort de Dabit le 21 août à Sébastopol des suites du typhus s’ajoute le conflit entre Gide et Aragon dans lequel Louis Guilloux est appelé à intervenir : Aragon est scandalisé par la publication du livre de Gide, Retour de l’URSS, dénonçant le régime stalinien. En janvier 1937, Aragon, codirecteur avec Jean-Richard Bloch de Ce soir, quotidien communiste, confie à Guilloux la responsabilité de la page littéraire du journal. Quelques semaines plus tard, il tente de l’instrumentaliser en lui demandant d’« écrire quelque chose en réponse au livre de Gide ». Guilloux s’y refuse, comprenant rapidement qu’il s’agit surtout de faire le récit du comportement de Gide en URSS. Conséquence presque immédiate de ce refus d’obtempérer : Louis Guilloux est licencié pour n’avoir pas voulu, alors qu’il peinait à vivre de sa plume, s’abaisser à un écrit médisant sur Gide.
C’est un tournant dans la vie de Guilloux qui décide de quitter Paris et, rentré à Saint-Brieuc, de se consacrer à l’aide aux réfugiés espagnols. De même qu’il n’a pas cédé aux injonctions d’Aragon, il a tenu tête à Gide qu'il accuse d'hypocrisie. Louis Guilloux refuse alors de livrer une appréciation officielle du voyage en URSS et renvoie ainsi dos à dos Aragon et Gide.
Sur le plan littéraire, il tire les leçons de ce voyage : parti enthousiaste et désireux d’imaginer une suite au Sang noir, montrant la naissance d’un homme nouveau construit par la Révolution prolétarienne, à son retour il tirera un trait sur cette suite qui aurait pu s’intituler Le Blé, sorte de Germinal lumineux.
Sur le plan politique, on peut également comprendre son silence : la guerre d’Espagne éclate et, pour faire pièce à Franco, l’intervention soviétique est déterminante. Pour cette raison, Guilloux de même que d’autres intellectuels engagés, ne veut pas faire le jeu des réactionnaires en disqualifiant l’URSS bien que commencent le 5 septembre les procès de Moscou, caractéristiques des méthodes de Staline.
Le silence de Louis Guilloux se comprend largement par la souffrance personnelle, intellectuelle, politique et littéraire ressentie. C’est un silence choisi, une façon de tourner le dos à une façon répandue de faire de la politique en perdant sa liberté. Quant à lui, il s’engage bien davantage dans l’action locale, à Saint-Brieuc, auprès des chômeurs, des réfugiés espagnols et autres exclus.

#### Les combats à Saint-Brieuc

##### Auprès des paysans
Au début des années trente, l’onde de choc de la « crise de 29 » née aux États-Unis, frappe l’Europe. Louis Guilloux s’engage dans le soutien aux plus démunis et particulièrement auprès des petits paysans durement frappés par la pratique des « ventes-saisies ». C’est avec le ton de l’économiste qu’il en rend compte dans Les Carnets le 21 octobre 1933 :

« Misère paysanne. Le nombre des saisies pratiquées sur les paysans des environs de Loudéac s’accroît depuis quelques mois. La situation des paysans est devenue très misérable : les caisses du Crédit agricole ne peuvent presque plus avancer d’argent. Dans les cas de saisie, le mobilier et le cheptel ne suffisent pas à payer les dettes. Cause générale : la crise, la mévente des produits agricoles. Deux causes plus spéciales à notre région : pendant la période de relative prospérité on a vendu très cher de la méchante terre. Le paysan est aujourd’hui victime de cette spéculation. Autre cause : la dureté de certains baux. »

Après une période haussière des prix du blé, les cours se sont écroulés et les paysans ne pouvant rembourser leurs emprunts sont les victimes de prédateurs qui acquièrent à vil prix fermes et matériel agricole. Louis Guilloux, auprès des organisations syndicales et politiques les plus engagées, communistes et socialistes en particulier participe à de nombreuses manifestations, notamment dans la région de Loudéac où les manifestants essaient de dissuader tout acquéreur.
Toute l’humanité de Louis Guilloux apparaît dans ces pages des Carnets : recueil précis d’informations dans les journaux et dans l’action, cri de révolte contre la façon dont le droit qui devrait secourir les humbles, spolie les plus pauvres. La démarche citoyenne est prolongée et amplifiée par l’acte d’écriture : bien des années plus tard, en 1949, un roman s’en fera l’écho, Le Jeu de patience.
Mais le roman qui revient le plus sur les ventes-saisies, c’est, en 1960, Les Batailles perdues. Aux combats politiques menés près de trente ans auparavant succède, avec Les Batailles perdues, un roman de la désillusion. Le roman s’interroge sur cette perte des illusions à l’œuvre dès le début des années 1930 mais sur un point au moins, celui de la mobilisation contre les ventes-saisies, le romancier prend plaisir à décrire la mobilisation des paysans pour sauver l’un des leurs et déjouer les mises en vente faites par l’huissier :

« Les gens étaient gais comme un jour de foire, sûrs que l’huissier en serait pour ses frais et le grand Tudual expliquait une fois de plus que Mescam avait parfaitement le droit de choisir l’ordre de la vente et d’obliger l’huissier à commencer par les bêtes : on pouvait toujours espérer que les assistants réagiraient mieux devant la mise en vente d’une vache que devant celle d’une armoire.

Il faudrait agir vite si par malheur quelque traître ou idiot osait proposer une enchère ! On n’aurait qu’à laisser faire aux femmes ! Mieux que les hommes, elles avaient à l’occasion montré une ardeur farouche en pareil cas. […] Combien de paysans dans la cour jusqu’à présent ? deux cents ? trois cents ? Il en arrivait toujours. » La foule réussit à dissuader les éventuels acquéreurs : c’était Abgrall, qui parlait aux gens en breton. Jusqu’à quand se laisseraient-ils traiter en esclaves ? Ils n’avaient rien à voir avec les franquillons ! La Bretagne aux Bretons ! 

-	A la porte, l’huissier !
L’huissier était allé se cacher entre deux tas de paille. Les femmes le cherchaient en promettant de lui enlever son pantalon. »

Et la manifestation se termine par des éclats de rire qui répondent aux vaines mises en vente faites par l’huissier finalement contraint de déclarer « que la vente n’aurait pas lieu faute d’acquéreurs. »
Certes le romancier donne une version triomphante de la lutte alors que de nombreux paysans ont tout perdu, même la vie lors de ces ventes. Même si l’on sait que gendarmes et huissier réussiront plus tard la saisie, le rire rabelaisien de l’assistance qui ridiculise l’huissier fait du bien et utopise la revanche des petits sur l’argent.

##### Auprès des réfugiés espagnols: 1934-1939
Même si l’année 1935 est celle d’un travail littéraire considérable car Louis Guilloux est absorbé par la rédaction laborieuse de son œuvre maîtresse, Le Sang noir, il reste engagé dans l’action sociale et, dans ses Carnets, note au début de l’année : « Une dizaine de réfugiés espagnols, les uns venant des Asturies, les autres de Barcelone, sont arrivés en ville. Nous avons trouvé trois d’entre eux à la Maison du Peuple où nous avions une réunion de chômeurs ».
Bien avant la guerre civile espagnole (1936-1939) il s’intéresse au sort des réfugiés qui ont commencé d’affluer à Saint-Brieuc à la suite de l’insurrection des Asturies. Le gouvernement de centre-droit de la République espagnole a fait appel aux troupes d’Afrique du Nord commandées par Franco pour noyer dans le sang (4 000 morts et des milliers de malheureux sur les routes de l’exode) cette Commune espagnole. Avec la montée du fascisme et du nazisme, partout en Europe s’exacerbe la violence dont sont toujours victimes les plus démunis.
Engagé dans une large action au Secours Rouge, à Saint-Brieuc, Louis Guilloux est devenu un acteur important de l’action en faveur des chômeurs et des exilés, victimes des conséquences de la crise économique et de toutes les dictatures, et il sait se défier de tout nationalisme. Il lutte sans esprit de chapelle aussi bien aux côtés de l’abbé Vallée et du pasteur Crespin que des communistes Pierre Petit et Yves Flouriot.
Cet engagement est exprimé de façon solennelle dans les Carnets en 1937 : « Aujourd’hui 7 septembre, je me suis mis en quête de la situation des réfugiés espagnols et décide de m’y intéresser activement. Parallèlement aux notes que je consigne dans ces carnets, je ferai en sorte de tenir un journal de cette activité.»
Si l’homme a le devoir de s’engager, l’écrivain a celui de témoigner et les prochaines œuvres de Louis Guilloux seront les porte-voix de ces combats.
C’est la raison pour laquelle autant de pages des Carnets (p. 165-209 sans interruption) sont consacrées à la situation des réfugiés espagnols à Saint-Brieuc, aux conditions indignes dans lesquelles ils sont hébergés, aux discussions de Guilloux avec le Préfet pour qu’on leur vienne en aide, à la lutte (vaine) pour empêcher qu’ils ne soient renvoyés en Espagne.
À cette date, Louis Guilloux travaille déjà au grand roman que sera Le Jeu de patience, roman polyphonique dont la voix majeure sera celle du narrateur des Mémoires d’un Responsable. Le narrateur remonte le temps à partir de la mort de Pablo, événement déclencheur du roman : « hier, 9 janvier, on a enterré Pablo », réfugié espagnol arrivé à Saint-Brieuc en 1934, mort le 7 janvier 1947 et ami emblématique du narrateur. Ainsi, toutes les notes des Carnets au jour le jour trouvent leur place dans le roman autour de l’histoire de Pablo. Ce personnage permet de rendre compte à la fois de l’insurrection d’Oviedo, de la guerre d’Espagne, de l’engagement des Espagnols dans la Seconde Guerre mondiale auprès des combattants français, sans oublier de magnifier leur héroïsme.

### 1939-1945: les Années noires

#### Louis Guilloux et les débuts de l’Occupation
Lorsque la Seconde Guerre mondiale éclate en Europe, Louis Guilloux est de longue date sensibilisé aux risques de guerre et aux dangers de l’Allemagne nazie.
La signature du pacte de non-agression germano-soviétique le 23 août 1939, suivie une semaine plus tard de l’attaque de la Pologne, font basculer l’Europe et le monde dans une nouvelle guerre mondiale. Louis Guilloux qui a été un proche compagnon de route du Parti communiste français (PCF) est, sans doute comme la masse des Français et de nombreux militants communistes, frappé de stupeur par la signature ce qui devient vite une entente entre Hitler et Staline. Or, Staline qui se voulait quelques mois plus tôt le principal rempart contre le fascisme en Europe participe avec Hitler au dépeçage de la Pologne. On ignore la réaction précise de Guilloux à ce Pacte qui facilite l’écrasement en trois semaines de la Pologne. Dans ses Carnets, il signale l’événement à la date du 23 août sans le moindre commentaire. Mais il y fait allusion indirectement le 8 septembre en évoquant l’enterrement d’Yves Flouriot, le secrétaire politique du PCF des Côtes-du-Nord (actuelles Côtes-d'Armor) : « Qu’a-t-il pensé, s’il pensait encore quelque chose dans les derniers temps, du revirement de Moscou ? Il avait tant cru à Moscou, à Staline, au communisme. […] Je voudrais savoir qu’on ne lui a rien dit sur les événements ». Le 30 août, Louis Guilloux est rentré de Paris à Saint-Brieuc et il a repris ses permanences au Comité d’accueil des évacués et réfugiés. Puis, il s’est à nouveau mobilisé lors du gigantesque exode de mai et juin 1940 qui amène des centaines de milliers de réfugiés dans la région.
Présent à Saint-Brieuc lors de l’arrivée de la Wehrmacht triomphante dans l’après-midi du 18 juin 1940, Louis Guilloux assiste impuissant à l’installation de l’armée et de l’administration militaire allemandes vivant comme des millions de Français le grand trauma de la Défaite et de l’effondrement de la Troisième République. Selon son témoignage recueilli par l’historien Jean-Pierre Rioux le 17 novembre 1978, dans les jours précédents il aurait songé à s’embarquer au port du Légué pour l’Angleterre mais ce départ n’a pas eu lieu. Les Carnets publiés s’arrêtent à la date du 13 juin 1940 pour ne reprendre que le 17 janvier 1941 ; les années 1941 et 1942 ne comptent que sept et cinq pages, ce qui signifie que l’écrivain n’a pas souhaité s’appesantir sur cette période de sa vie. Tout au plus note-t-il en 1941 : « J’ai achevé mon livre (8 mars). Le Pain des rêves » qui sera publié en 1942 et obtiendra le Prix populiste. Dès lors, l’écrivain et sa famille -- il évoque dans ses Carnets les ennuis de santé de ses parents -- sont condamnés à subir l’Ordre nouveau nazi et les conditions d’une occupation militaire avec son lot de vexations et de pénuries croissantes dans une ville appartenant à la zone côtière interdite, ce qui signifie que les contrôles et la répression de l’occupant ne cessent de se durcir jusqu’en 1944.
L’écrivain qui vit de sa plume continue de publier chez Gallimard, à la NRF, et dans un journal breton soumis à la censure vichyste et allemande. En 1941 (date non précisée mais après l’invasion de l’URSS par le Troisième Reich), Louis Guilloux a des échanges épistolaires avec Jean Paulhan, ancien directeur de la NRF désormais dirigée par Pierre Drieu La Rochelle, passé du communisme au fascisme et fervent partisan de la collaboration avec l’occupant. La question de la responsabilité de l’écrivain est posée par Paulhan (p. 270-271) : faut-il écrire et publier dans des revues collaborationnistes comme Comœdia et donc faire le jeu de l’occupant ou faut-il se taire comme l’a fait Jean Guéhenno ?
Comme de nombreux écrivains, Louis Guilloux fait le choix de publier Le Pain des rêves dont il a donné deux extraits à la NRF en février et juillet 1942. Si ce récit d’enfance reçoit un bon accueil critique, Guilloux n’est pas en mesure d’obtenir le Prix Goncourt, finalement décerné à Marc Bernard, en raison de son profil politique, car, selon Gisèle Sapiro, « un Louis Guilloux, une Elsa Triolet, plus marqués politiquement dans le sillage de la gauche antifasciste et surtout du communisme, avaient peu de chances d’être désignés dans la conjoncture politique. Marc Bernard, lui, a rompu avec ses engagements socialistes depuis 1940.» L’historien américain, Herbert R. Lottman cite l’écrivain briochin parmi ceux qui participèrent à la NRF « juste une fois ou deux, mais suffisamment pour donner une apparence de légitimité à l’entreprise de Drieu » . On peut opposer à ce point de vue sévère celui de Pascal Ory et Jean-François Sirinelli qui ont une tout autre approche des mêmes faits : « Abetz parvient ainsi à convaincre son ami Drieu la Rochelle de prendre la tête d’une Nouvelle Revue française régénérée. (…) Le contenu des premiers sommaires fait s’éloigner ceux qui, tels Paul Éluard, André Gide ou Louis Guilloux, avaient d’abord accepté d’y figurer, et le public non collaborationniste boude.»
Les Contributions de Guilloux à la presse collaborationniste se résument à deux revues parisiennes (deux extraits du Pain des rêves à la NRF et deux textes littéraires à Comoedia) et à un quotidien breton La Bretagne, qui a publié cinq extraits du Pain des rêves et un article sur la lecture entre mai et juin 1941. Ce journal est pris en charge par Yann Fouéré qui se prétend régionaliste mais qui est lié, en réalité, aux nationalistes bretons du Parti national breton (PNB) et de l’Emsav, le mouvement politique qui collabore ouvertement avec l’occupant. S’intéressant depuis quelques années à « la question bretonne », surtout à sa dimension culturelle, notamment en raison de ses relations amicales avec François Eliès, professeur au lycée de Saint-Brieuc, et avec Florian Le Roy qui s’investissent dans la mise en place d’institutions bretonnes, en réalité contrôlées par l’occupant (Radio-Rennes), Louis Guilloux paraît un temps suivre d’un bon œil les initiatives de celtisants et écrivains bretons fort engagés dans l’Emsav. Écrivain reconnu, Louis Guilloux est sollicité par eux au début de l’année 1941 pour la mise en place de l’Institut celtique de Bretagne (ICB). Il participe aux manifestations culturelles organisées à Rennes du 20 au 25 octobre 1941. Louis Guilloux est le rapporteur de la commission « Arts, presse, sociétés culturelles » qui concerne « les lettres » lors de ces travaux préparatoires à l’ICB mais on ignore s’il a participé à d’autres activités les mois suivants. Ce qui est certain c’est qu’il n’est pas présent lorsque l’ICB est officiellement lancé à Nantes en mai 1942 (vote des statuts).

#### En contact avec des pionniers de la résistance
Baignant dans les ambivalences du début des Années noires, Louis Guilloux est dans le même temps en contact avec d’autres hommes avec lesquels il a milité dans les années 1930 et qui entrent rapidement en résistance à Saint-Brieuc. Sans y participer, on peut raisonnablement penser qu’il est au courant de leurs intentions antiallemandes, voire de leurs activités, car il les reçoit chez lui ou les croise en ville. Tout d’abord, il connait fort bien le Briochin Pierre Petit, responsable de la CGT et militant communiste. Or, dès l’automne 1940, Pierre Petit réorganise avec Pierre Le Queinec, le PCF clandestin à Saint-Brieuc et dans les Côtes-du-Nord. Pierre Le Queinec est le futur adjoint de Charles Tillon, le chef des FTP la branche armée du Front national pour la libération et l’indépendance de la France, ce mouvement de résistance créé par le PCF en mai 1941. L’Humanité clandestine est signalée à plusieurs reprises à Saint-Brieuc à la fin 1940 et au début de 1941. En outre, le couple Guilloux héberge à partir de 1940 une jeune fille, Hélène Le Chevalier, et l’aide à préparer son baccalauréat (en français et en anglais). La jeune fille de Kergrist-Moëlou (centre-Bretagne) va rapidement animer des comités féminins créés par le PCF qui distribuent des tracts. En 1941 et 1942, elle participe à des comités du Secours populaire qui aident les familles de détenus communistes emprisonnés à Guingamp et à Saint-Brieuc à la suite de rafles au printemps 1941, en 1942 et surtout en 1943. Elle-même est arrêtée par la police de Vichy le 19 mars 1943 au moment où Saint-Brieuc est secoué par plusieurs attentats des Francs-tireurs et partisans. Louis Guilloux est inquiété car il s’est porté garant de la jeune fille, ce qui lui vaut de voir sa maison perquisitionnée et d’être interrogé par la police française. Emprisonnée plusieurs mois, Hélène Le Chevalier n’est libérée qu’à Noël 1943 et l’une de ses premières visites est pour les Guilloux. Elle considère que l’intervention de l’écrivain lui a évité la déportation. Elle apparaît sous les traits de Monique dans Le Jeu de patience, livre dans lequel son arrestation est évoquée.
Mais dans un autre registre, Louis Guilloux a rencontré dès janvier 1941 l’abbé Vallée de passage à Saint-Brieuc qui avait participé activement à l’accueil des réfugiés espagnols. Prisonnier de guerre, il vient juste d’être libéré. En février, l’abbé Vallée lance une feuille clandestine destinée au clergé, Veritas, qui dénonce l’appui de la hiérarchie catholique au régime de Vichy et à la politique de collaboration d’État du maréchal Pétain. L’abbé Vallée évoqua-t-il ses projets avec Guilloux ? Le 25 août 1941, Veritas est distribué à Saint-Brieuc. Le numéro 2, conservé, est une « Réponse au cardinal Baudrillart » qui a appelé à soutenir Pétain et sa politique après Montoire, texte signé « Un catholique français ». Un 3e numéro paraît le 18 octobre 1941. Mais l’abbé Vallée est arrêté le 6 février 1942, interné à Fresnes puis déporté dans des prisons et des camps en Allemagne. Condamné à cinq ans de travaux forcés en octobre 1943, il meurt d’épuisement à Mauthausen le 30 mars 1945. Louis Guilloux connaît bien l’abbé Chéruel, professeur de philosophie à Saint-Brieuc, ami de l’abbé Vallée, futur dirigeant du mouvement de résistance Défense de la France (DF) et membre du CDL. Il a probablement été informé de cette initiative de journal clandestin. C’est aussi le cas du pasteur Yves Crespin de Saint-Brieuc qui a eu des ennuis avec les Allemands dès 1941, est arrêté en 1943 et déporté en 1944. Dans ses Carnets et dans Le Jeu de patience, s’appuyant sur le récit de l’épouse du pasteur Crespin, l’écrivain relate dans des pages émouvantes le départ de Compiègne du pasteur et du Dr Hansen de Saint-Brieuc vers les camps de déportation.
Mais Louis Guilloux n’est pas seulement un spectateur et un chroniqueur de l’Occupation, il participe à l’unification des mouvements de résistance des Côtes-du-Nord. Utilisant ses contacts dans ces milieux, à Pâques 1943 il contribue à mettre en relation la résistance communiste (Pierre Petit) et la résistance catholique (l’abbé Chéruel) en gestation à DF, puis avec les socialistes de Libération-Nord qui sont chargés dans la région de mettre sur pied l’Armée secrète (AS) à partir de l’été 1943. Deux réunions des responsables briochins des mouvements se sont tenues chez lui. Ce qui n’était pas sans risques quand on sait que plusieurs d’entre eux sont arrêtés en 1944, des responsables de Libé-Nord, le chef de l’AS Adolphe Vallée et les chefs briochins de DF, l’abbé Fleury et les Métairie père et fils, fusillés le 10 juillet près de Guingamp avec 14 autres patriotes. Guilloux est aussi en contact avec Christian le Guern, le responsable de la CGT, futur membre du CDL. À la Libération, Louis Guilloux appartient au FN dirigé dans le département par l’instituteur socialiste Jean Devienne alors proche du PCF, membre actif du CDL. De même, en 1944, quand un Comité départemental de libération (CDL) est constitué sous la présidence de l’ancien député Henri Avril (radical-socialiste), Tonton, qui apparaît dans Les Carnets comme dans Le Jeu de patience, il est probable que les Guilloux ont prêté leur maison pour au moins une réunion clandestine de cet organisme de direction de la Résistance. On sait que la première réunion s’est tenue dans la sacristie de l’église Saint-Michel, tout près de chez Louis Guilloux, et que l’abbé Chéruel a été chargé avec l’ancien député socialiste finistérien Tanguy Prigent, responsable interrégional de Libé-Nord, de la mise en place des CDL dans l’Ouest de la France. Deux versions littéraires différentes, exhumées des archives Guilloux par Michèle Touret et Sylvie Golvet, qui racontent une réunion de membres du CDL chez le narrateur rendent cette hypothèse plausible mais sans aucune certitude.

#### Louis Guilloux, interprète des Américains (août - octobre 1944)
Ses Carnets ainsi que O.K., Joe ! publié en 1976 montrent un Louis Guilloux très attentif aux derniers mois de l’Occupation à Saint-Brieuc ainsi qu’aux journées de la libération de la ville au début août 1944. Pour les historiens, ces écrits sont irremplaçables à un moment où le pouvoir d’État (préfet, sous-préfets) et le pouvoir municipal (maires) changent de mains. Dans ses Carnets, l’écrivain rend compte de la montée de la répression policière et militaire allemande, de la peur, des pénuries alimentaires, des réquisitions de main-d’œuvre pour tenter d’achever le Mur de l’Atlantique avant le débarquement. Lui-même a été convoqué sur les chantiers. Il note les nombreux attentats et sabotages de la résistance dans la région briochine mais aussi les exécutions sommaires de collaborateurs présumés : une quinzaine à Saint-Brieuc avant la libération effective de la ville du 4 au 6 août 1944, le nombre le plus élevé des villes de Bretagne sur un total de 243 dans les Côtes-du-Nord entre 1943 et 1945. Louis Guilloux signale l’installation des nouveaux pouvoirs le 5 août, le préfet Gamblin et le nouveau maire de Saint-Brieuc l’industriel Charles Royer, membre du CDL, avant même l’arrivée des troupes américaines le 6 août. Dans son interview à l’historien Jean-Pierre Rioux, Louis Guilloux indiquait qu’on aurait pensé à lui pour être le maire de la Libération mais il ne le dit pas dans ses Carnets et on n’en trouve pas trace. Il décrit les scènes de l’épuration, l’arrestation des suspects et surtout les tontes de femmes qui le choquent avec son célèbre portrait de la tondue. Ce type d’action est assumé par les responsables de la résistance, notamment du FN qui affiche des photos de femmes tondues à sa permanence, et s’inscrit dans ce que l’on appelle alors « le châtiment des traîtres ». Les écrits de Guilloux restituent bien le climat d’euphorie mais aussi de deuil, car on ouvre les fosses des torturés et fusillés, qui marquent ces journées de la Libération.
Le 7 août, Louis Guilloux qui est allé récupérer son brassard du FN devient l’interprète officiel de la mairie de Saint-Brieuc auprès des troupes américaines. C’est cette fonction et cette expérience qui nous donnent une plongée inédite au sein de l’armée américaine libératrice qui étale sa puissance matérielle mais aussi son racisme. L’écrivain briochin suit l’achèvement de la libération de la Bretagne, sauf les deux poches de Lorient et de Saint-Nazaire, et notamment près de Brest, le port du Ponant qui subit un siège de 43 jours en août-septembre 1944. Ces quelques semaines passées comme interprète d’officiers américains sont restituées dans O.K., Joe ! Guilloux fait le récit des enquêtes menées auprès de la population bretonne, des affaires mettant en cause des exactions, des viols ou des crimes commis par des soldats américains. Les prévenus sont souvent des Noirs ; ils sont généralement lourdement condamnés, à la peine de mort par pendaison pour le soldat James Hendrick dans le cas de l’affaire Bignon de Plumaudan (Côtes-du-Nord). Pour son ouvrage L’Interprète, l’universitaire américaine Alice Kaplan a identifié dans les archives américaines les deux officiers avec lesquels Louis Guilloux a mené ces enquêtes judiciaires, les lieutenants Joseph Greene et Ralph Fogarthy (Stone et Bradford dans le texte de Guilloux). Selon des travaux récents, en France, 21 soldats dont 18 Noirs ont été condamnés à mort pour violences sexuelles et viols par des Cours martiales américaines et pendus en public, dont deux en Bretagne. Pour comprendre ces chiffres, il faut savoir que les soldats Noirs étaient relégués à l'intendance, donc plus en contact avec les civils, tandis que les Blancs progressaient vers l'Est et avaient moins de chances d'être identifiés par des victimes en cas d'agression. A cela s'ajoute le biais du racisme qui imprégnait la société américaine de l'époque. Après le siège de Brest, Louis Guilloux suit l’armée américaine quelques jours dans le Nord de la France mais il doit rentrer pour des raisons de santé. Pour l’écrivain, une nouvelle vie commence à Saint-Brieuc et à Paris.

### Le Jeu de patience:prix Renaudot1949
Le Jeu de patience est publié en 1949 et obtient le prix Renaudot en décembre 1949.

Cette vaste fresque embrassant près de 40 ans de la ville natale de l'auteur, jamais nommée, se développe sur plus de 800 pages, réparties en 36 séquences et comprend environ 300 fragments de longueur extrêmement variable. Avec Le Jeu de patience, l’œuvre de Louis Guilloux subit une mutation importante. En effet, contrairement aux romans précédents assez linéaires, ce roman se développe en une composition « kaléidoscopique » sous le prétexte du travail de création d’un écrivain-narrateur. Cette fiction ouvertement discontinue synthétise des thèmes des romans précédents et amorce une recherche de nouvelles pratiques d'écriture que l'auteur explorera jusqu'à son dernier roman.
Le Jeu de patience se présente comme le journal d’une année d’écriture (du 8 janvier 1947 au 9 janvier 1948) pendant laquelle le narrateur orchestre trois nappes historiques : la Chronique du Temps passé (de 1912 à 1919), le journal d’un responsable (de 1932 à 1940) et la Chronique du Temps présent (du 25 février 1943 au 11 novembre 1943). Cette année d’écriture permet donc une réappropriation du passé de la ville et de son passé de militant, ainsi que sa mise en perspective par rapport au temps de l’écriture. Car cette année 1947 est une période de deuil : celle de la mort du personnage de Pablo, cet ancien milicien espagnol réfugié dans sa ville après la défaite des républicains espagnols. Pablo était devenu un ami proche du narrateur.
Le narrateur, un homme d'une cinquantaine d'années est caractérisé principalement par sa réflexion sur le sens de sa vie et de celle de ses personnages. Il plonge le lecteur au cœur de sa création en une vaste mise en abyme, joue un rôle de régisseur du texte tout en livrant ses réflexions sur les limites d'une chronique face aux événements tragiques de l'Histoire. Il se laisse porter par ses souvenirs et par tous les textes écrits qu'il redécouvre, qu'ils soient de lui ou de nombreux autres scripteurs. Les types de textes sont variés : nouvelles, lettres, articles de journaux, simples notes, extraits de romans, etc. Les ruptures dans la chronologie sont incessantes. Cependant, grâce aux nombreuses analogies de situations et de circonstances, ainsi qu’à la reprise des nombreux récits éclatés en plusieurs fragments, grâce aussi au retour des personnages, le narrateur parvient à donner une forme d'unité à ce roman extrêmement fragmenté qui réclame du lecteur une lecture patiente et exigeante.
Dans ce roman fleuve, l’univers thématique est particulièrement riche : évocation de la vie traditionnelle d'autrefois et chronique sociale, action militante, conflits sociaux et événements historiques (notamment l'accueil de réfugiés espagnols), histoires familiales ou de couples, légendes et mythes, anecdotes locales, etc. La Seconde Guerre mondiale constitue un des thèmes majeurs et surtout un des plus structurants. Le roman offre une incroyable galerie de personnages extrêmement nombreux (plus de 300). Ils apparaissent tantôt comme de simples silhouettes tantôt comme des personnages complexes, éclairés le plus souvent sous l'angle de leurs contradictions. Le narrateur souligne sans cesse le tragique de leur destin aux prises avec l'Histoire.
Ainsi ce roman foisonnant, précurseur de textes aux structures éclatées, présente une réalité très ancrée dans le quotidien d'une petite ville en la confrontant au tragique de l'Histoire. Véritable somme, ce roman entraîne le lecteur dans une vaste réflexion sur le temps qui semble relier par sa permanence toutes les strates du passé au présent du narrateur et aux affres de son écriture du roman lui-même.

### 1950-1980: écrire au temps du Nouveau Roman
Quand dans les années 1950 aux Éditions de Minuit se rassemblent des auteurs aussi différents que Beckett, Nathalie Sarraute, Robbe-Grillet ou Claude Simon, que l’on range par commodité sous l’étiquette du « Nouveau Roman », Guilloux se tient, comme souvent, à une distance légèrement ironique de cette manifestation paroxystique d’une « crise du roman » qu’il a finalement toujours connue. Le romancier accorde depuis ses débuts un intérêt profond aux questions d’écriture. Pour chaque œuvre il s’est attaché à trouver la forme en fonction du sujet. Guilloux a mis au centre de ses préoccupations la question du point de vue et celle de la structure narrative. Enfin, les jeux de mise en abyme qui apparaissent comme une des caractéristiques des Nouveaux Romanciers sont loin de lui être étrangers. Lecteur assidu du Journal des Faux-Monnayeurs de Gide, il multiplie dans sa production romanesque, depuis au moins Le Jeu de patience, les représentations de l’écriture et de la lecture. Mais Guilloux se refuse à tout discours théorique qui risquerait d’être doctrinaire. Il préfère l’image de l’artisan à celle du théoricien. Les questions de métier importent et si le romancier se met en scène en homo faber, en artisan, c’est moins par fidélité (réelle) à ses origines que pour montrer que chaque œuvre rencontre des difficultés techniques qu’il va lui falloir résoudre avec des moyens qui lui sont propres. C’est ainsi qu’il continue d’explorer l’univers du roman, s’autorisant des clins d’œil amusés à ce nouveau groupe qui prophétise la fin du personnage, de l’intrigue et, en définitive, d’un genre entré dès le début du siècle dans « l’ère du soupçon ».
Au début des années 1950, Guilloux passe davantage de temps à Paris. Il vient de rencontrer par l’intermédiaire de Camus, une romancière italienne, Liliana Magrini, liaison à l’origine d’une correspondance nourrie conservée aux archives de Saint-Brieuc. Il se rend alors souvent à Venise, ville qui sert de cadre à un petit roman fantastique, Parpagnacco, paru en juin 1954 chez Gallimard, après une parution en deux livraisons à la NRF entre janvier et avril. Ce texte surprend tous les lecteurs de Guilloux, tant il semble en décalage avec la production antérieure de Guilloux.

« « Le narrateur, qui s’exprime en première personne, est un marin danois, Erick Ericksen, provisoirement à terre (“puisque le Motherland est momentanément à l’ancre”). D’Irlande, il se remémore un épisode de sa vie : au cours d’une escale à Venise, “il y a longtemps de cela” (p. 19), il a acheté dans une boutique des marionnettes, et brièvement rencontré une jeune fille dont il a imaginé qu’elle était prisonnière, séquestrée. Il la recherche – à vrai dire, sans méthode ni ardeur excessive – fait diverses rencontres qui sont autant de leurres, et se retrouve seul, son ami Patrick ayant été tué, responsable de son bateau et de son équipage, mais désespéré. »

Conte fantastique avec récit enchâssé, roman de marins ou d’aventures, récit initiatique, (voir l’analyse d’Anne Roche), ce court roman explore les diverses facettes d’un genre pluriel. La réception médiatique dans son ensemble montre l’embarras devant ce texte déroutant qui semble éloigné de la sensibilité sociale de l’auteur.
Louis Guilloux n’achève pas le roman auquel il travaille depuis 1951, La Délivrance. Une seule partie, « L’évasion », est publiée sous le titre Labyrinthe d’octobre 1952 à janvier 1953 dans la revue La Table Ronde. On y retrouve les thèmes chers à l’auteur de l’éternel emprisonnement de l’homme, de la faute, de la culpabilité. Que les questions existentielles soient encore une fois traduites en termes d’espace, comme le titre finalement retenu l’indique, donne au roman une facture très contemporaine et renvoie à l’univers de Kafka. Enfin, on découvre dans ce court texte un personnage haut en couleur, celui de Grégoire Cantin, anarchiste, ancien égoutier, boiteux atteint d’emphysème qui offre fraternellement au narrateur venant de s’évader de prison la nuit de Noël une cachette inattendue sous la forme d’une espèce de terrier aménagé dans la forêt.
Au cours de l’été 1953, la réédition de La Maison du peuple et de Compagnons réunis en un seul volume avec une préface d’Albert Camus est saluée par une presse unanime.
Dans Les Batailles perdues, roman entrepris depuis 1954 et paru en 1960, Guilloux participe à sa façon au débat instauré par ceux qui imaginent la mort définitive du roman dit balzacien. Ce gros roman de 600 pages, qui se déroule entre Paris et la Bretagne, multiplie, comme le titre l’indique, les références à l’auteur de La Comédie humaine. La longue description de Pontivy dès le début du roman, le portrait de Nicolas Mesker constituent de réjouissants pastiches de Balzac. Enfin tous les personnages se croisent dans une pension de famille du quartier latin, tenue par l’avatar moderne (et plus humain) de maman Vauquer, maman Furet. Dans cette fresque romanesque aux personnages nombreux, journalistes ou écrivains pour la plupart, le romancier renoue avec son intérêt pour l’Histoire en rapportant les grands événements du Front populaire. Le récit se termine quand la guerre civile espagnole commence, trois des personnages principaux du roman se proposant de rejoindre les Brigades internationales. Les batailles sont perdues mais dit Guilloux dans un entretien au Petit bleu des Côtes du Nord, « il faut livrer la bataille, toujours, même si l’on croit qu’elle sera perdue ». Il semblerait bien que ce soit aussi la bataille du roman que Guilloux livre là. Alexandra Vasic, dans sa thèse L’œuvre de Louis Guilloux, le romanesque en jeu , décrit ce roman comme un « feu de joie de la littérature populaire » envisagée sous tous ses aspects, la distance critique instaurée par les jeux de pastiche et de parodie de tous les codes du roman feuilleton opérant le double mouvement de « célébration et de mise à mort du romanesque ». Guilloux s’inscrit avec ostentation dans la tradition d’un genre et rend hommage aux plaisirs de lecture qu’il offre. Mais il met en lumière sa complexité et sa modernité apparaît dans les jeux spéculaires et les références intertextuelles qui font de ce texte-témoignage d’une époque (l’utilisation de la presse et des journaux a joué un rôle important dans l’élaboration du roman un concentré des questions que pose et se pose le romancier sur l’écriture du roman).
Quand La Confrontation paraît en 1968, il n’échappe pas à la critique que ce court texte, qui joue avec la structure de l’enquête et les codes du roman policier, rejoint les pratiques de certains auteurs du Nouveau Roman qui ont eux-mêmes subverti ce modèle. Le personnage narrateur a été chargé par un mystérieux commanditaire de retrouver un homme disparu afin de lui remettre un trésor. Dans un récit-confession, il s’adresse à celui qui lui a confié cette enquête qui a pris la tournure d’une quête existentielle. La parenté avec le Nouveau Roman, signalée avec ironie par le personnage qui dit s’être « même mis au Nouveau Roman pour ne pas se rouiller tout à fait », apparaît aussi dans le « brouillage de l’instance énonciative, la remise en cause du personnage, et […] la question de l’identité qui est au centre du propos ». Mais si la presse de l’époque souligne les points de convergence avec cette mouvance, on veut aussi montrer à quel point l’art de Guilloux s’en distingue : la lisibilité du récit autant que son profond humanisme, la dimension sociale, le rapprochement avec La Chute de Camus sont les arguments pour replacer l’œuvre « dans la continuité de la production romanesque antérieure de Guilloux. »
En 1976, Guilloux fait paraitre deux récits chez Gallimard : Salido et OK., Joe ! Pour les deux textes, il s’inspire de situations dont il a été témoin : l’histoire d’un républicain espagnol qui souhaite rejoindre l’URSS , et son expérience de traducteur auprès de l’armée américaine à la Libération qui le conduit à assister aux procès des soldats américains accusés de viols et de constater la différence de traitement entre soldats blancs et soldats noirs. OK., Joe ! est à l’origine du travail de l’historienne américaine Alice Kaplan, L’Interprète (2010) qui a mené l’enquête sur les traces de Louis Guilloux. Ce texte bénéficie également d’une édition critique de Sylvie Golvet et Michèle Touret, OK., Joe !, le dossier d’une œuvre, parue aux PUR en 2016, avec une préface de Christian Bougeard.
Une dernière fiction compte dans l’œuvre de Guilloux : il s’agit du mince Coco perdu, paru en 1978, qui se définit lui-même comme « Essai de voix ». Le texte est salué par une presse nombreuse dans une période où l’on peut à juste titre parler d’une « actualité Louis Guilloux ». Cette expression est d’ailleurs le titre donné au numéro zéro d’Approches répertoire qui paraît la même année. L’adaptation par Guilloux des Thibault de Roger Martin du Gard en feuilleton pour la télévision est dans les mémoires, de même que l’adaptation du Sang noir. La pièce Cripure, mise en scène par Marcel Maréchal pour la première fois en 1966, est reprise à l’espace Cardin où Guilloux est ovationné. Enfin, le Grand aigle d’or de la ville de Nice qui récompense l’ensemble de l’œuvre coïncide avec la sortie de Coco perdu. Le texte est le long soliloque d’un petit retraité, qui a déposé sa femme à la gare et espère recevoir d’elle une lettre qu’il lui a vu poster le matin de son départ. Au terme du récit, il prend conscience qu’aucun courrier n’arrivera et que Fafa ne reviendra pas. Tout se passe dans le cadre unique d’une petite ville de province où le personnage va et vient entre sa petite « villa », la gare, et les restaurants du centre-ville, se souvient, croise des connaissances ou des inconnus, désormais réduit à une solitude irrémédiable. Le texte se caractérise par une attention précise accordée à la parole et à la voix humaine: la voix de Coco, celles de tous ceux qu’il rencontre, transforme cet « essai » de voix d’une apparente simplicité en une savante polyphonie, chaque voix étant elle-même liée à des histoires « qui sont autant de potentialités à l’œuvre ». Sabrina Parent souligne que « par bien des aspects, le dernier texte publié par Guilloux révèle la modernité de l’auteur et témoigne de sa capacité, tout au long de sa production, à être de son temps. ».
En juin 1978, Bernard Pivot consacre un des grands entretiens d’Apostrophes à Louis Guilloux, ce qui apparaît à juste titre comme une consécration de l’œuvre.
Il meurt le 14 octobre 1980 à Saint-Brieuc.

## L’écriture autobiographique
Pendant toutes ces années, Guilloux multiplie également la publication d’écrits autobiographiques. Plusieurs parutions s’échelonnent de 1952 à 1984, permettant de découvrir la personnalité de l’écrivain, ses amitiés, ses lectures, sa façon de travailler.
Absent de Paris paraît en 1952. « Dédié à Jean Grenier, alors professeur à Lille, il se présente sous la forme d’une série de lettres adressées à son ami mais rassemblées de façon continue. » « Interrogé au mois d’août par Combat, il définit ainsi son livre : « ce sera une succession de souvenirs, de réflexions, de vues sur les choses, les êtres et sur la vie profonde : un « fourre-tout en deux mots ». « Dans Absent de Paris, Guilloux rapporte d’ailleurs nombre de souvenirs qu’il a en commun avec son ami : les voyages en Italie et en Autriche au début des années vingt, leurs conversations, les amis qu’ils ont connus à Saint-Brieuc : Georges Palante, Edmond Lambert, Max Jacob. » . Saint-Brieuc occupe une bonne place dans ce livre, mais de nombreux sujets sont abordés, notamment son travail d’écrivain, le foisonnement des anecdotes donnant, selon Yves Loisel, « au livre son côté extraordinairement humain »
Guilloux poursuit la veine autobiographique avec la rédaction d’un livre de souvenirs au titre emprunté à une vieille légende bretonne, L’Herbe d’oubli. Commencé au début des années 1960, poursuivi de manière plus intense en 1969 ce récit paraît seulement en 1984.
La publication du premier tome de son journal, Carnets 1921-44 en 1978 éclaire également la personnalité de l’écrivain, sa pudeur, son sens du secret, son attention accordée aux autres autant que sa manière d’écrire, avec les nombreuses scènes prises sur le vif, constituant un ensemble de choses vues et entendues souvent à l’origine de l’écriture du romancier. Le travail effectué pour la publication des Carnets a représenté pour Guilloux un considérable travail d’élagage de la matière d’origine, voire d’autocensure . La consultation des archives à Saint-Brieuc permet de prendre la mesure de la démarche du diariste et vient encore enrichir la connaissance de l’écrivain et de son travail. Le deuxième tome des Carnets, Carnets 1944-1978, est posthume (1982). Au cours des dix dernières années de sa vie, Guilloux reçoit l’aide de Françoise Lambert qu’il désignera comme son exécutrice testamentaire  et qui joue un rôle déterminant pour les publications posthumes.

## Louis Guilloux, le romancier et la Bretagne
La lecture des romans de Louis Guilloux impose l’évidence de leur localisation géographique : Saint-Brieuc, ville natale de l’écrivain. Echappent à ce principe Parpagnacco et Les Batailles perdues. Parpagnacco enclôt à Venise une fiction teintée de légendaire celtique. Les Batailles perdues s’ancrent à Pontivy, capitale du Fédéralisme breton (janvier 1790). Si le récit met en avant la période du Front populaire et les événements parisiens qui s’y attachent, le fil conducteur de la trame romanesque reste bien la Bretagne : autonomistes, instituteurs attirés par l’URSS faisant songer aux idéaux d’un Yann Sohier, surtout l’extraordinaire personnage, Alain de Kerauzern. Plutôt autonomiste et farouche républicain, recteur (nom donné en Bretagne au curé d’une paroisse) de son état, cet aristocrate de surcroît ne déteste pas les Chouans... De quoi donner un beau vertige idéologique ! Sauf que les choses sont plus simples : Alain de Kerauzern est un bon Breton, ce qui ne l’empêche pas d’être un bon Français, de surcroît anti-fasciste…. François Quéré, le militant socialise de La Maison du peuple qui ne concevait pas de pouvoir vivre ailleurs qu’à Saint-Brieuc en sa Bretagne natale ; Cripure, alias Georges Palante qui fit de ces mêmes lieux sa « patrie » d’adoption, libertaire révolté ; Alain de Kerauzern : Guilloux offre à ses lecteurs une apparente curieuse trilogie.
Toutefois, Louis Guilloux ne laisse pas son lecteur démuni. En marge et quasi en fin de son parcours romanesque, il s’ouvre à lui dans La Bretagne que j’aime. « (…) Pour moi, Breton, la Bretagne est le plus beau pays du monde, la province de France qui me va le mieux. Je l’aime et il m’a toujours semblé que même si je n’y avais pas grandi, je l’aurais encore choisie. » Et de poursuivre : « Votre propre pays vous construit. On apprend à le reconnaître dans un échange de l’âme et l’on découvre qu’il vous va bien comme un autre manteau fait pour vous, vous pour lui ». Et de confier à mi-voix qu’à Saint-Brieuc de Bretagne, il est devenu ce qu’il est devenu, comme il en fut à Combourg pour Chateaubriand, à Tréguier pour Renan, à Pouldreuzic pour Pierre-Jakez Hélias… Et Guilloux devint romancier, illustrant en ces termes les prémisses de l’œuvre de sa vie, dans ses mémoires posthumes, L’Herbe d’oubli : « Un arbre. Toutes les histoires que je veux conter seraient les branches et les feuilles d’un arbre, un vieux chêne breton, dont les racines plongeraient bien profondément dans le noir humus d’où les branches et les feuilles tireraient leur vigueur, leur éclat, leur fraîcheur, leur profondeur dans (la) lumière ».
La Maison du peuple (1927) s’inscrit dans le projet de Guilloux. L’histoire racontée s’appuie sur les souvenirs de l’enfant qui relate le projet d’une construction d’une « Maison du Peuple » dont le père de l’écrivain fut un énergique artisan, projet auquel mit fin la déclaration de guerre d’août 1914. L’histoire individuelle et familiale se fond dans une histoire collective et sociale qui ne peut que s’inscrire elle-même dans l’histoire mondiale. La Maison du peuple appelait des développements que Guilloux mènera à leur terme ultime. Ainsi l’écrivain appuie sa création romanesque sur des « choses vues », entendues, vécues par lui-même auxquelles il donnera leur extension maximale dans Le Jeu de patience (1949). Dans ce roman, il reliera l’entreprise de construction de la Maison du Peuple à l’arrivée du moine Brieuc (Ve s.) dans un même idéal de fraternité et de justice. Mais aussi dans ce roman qui embrasse, en mêlant la chronologie des épisodes, l’histoire de Saint-Brieuc et du monde, des invasions romaines à l’arrivée de l’ « Exodus » en Palestine, l’expérience du romancier-narrateur qui s’est dédoublé dans le personnage du chroniqueur Meunier, intègre vie privée, pensées intimes, conscience sociale, révolte morale et fractures et fracas de l’Histoire : 1914-1918, chômage et misère des années 1930, réfugiés espagnols mais aussi autrichiens, italiens, occupation allemande, etc. Ainsi, Louis Guilloux entend-il lier le local à l’universel, joindre conscience de soi, identité et universalisme.
L’histoire réelle de la Maison du peuple ouvre d’autres perspectives encore. Le projet briochin comportait la mise en place et l’accueil de cinq coopératives de production et de construction, de deux coopératives de consommation, d’une caisse ouvrière de crédit… A cela s’ajoutaient l’idéal d’un socialisme municipal pour contrecarrer le centralisme étatique, et la création de groupements autogérés pour éviter le pouvoir des chefs de partis et de syndicats. De Compagnon's (1931) aux Batailles perdues (1960), ce même courant parcourt, plus ou moins explicite, l’œuvre de Guilloux. Or tout cela – peu ou prou – figure dans l’opuscule de Georges Palante, Du nouveau en politique (1919), ce Palante dont Guilloux fit certes le Cripure du Sang noir (1935) mais dont il disait que celui-ci était son maître, que tous deux s’apparentaient sur bien des points dont le même amour qu’ils portaient à la Bretagne. Un tel programme trouve en outre des échos chez Lamennais ou chez Emile Masson.
« Comment peut-on être breton » ? À la suite de Chateaubriand, en accord avec ses contemporains Jean Grenier et Jean Guéhenno ou Armand Robin, Louis Guilloux voit dans le caractère breton une propension à la révolte, à un esprit d’insoumission, d’indépendance (« Douze balles montées en breloque »), un anarchisme plus ou moins conscient, que Guilloux traduit pour lui-même par les expressions : rester « à son compte », demeurer « artisan », agir en « franc-tireur ». Ainsi entendait-il être breton, être écrivain en dehors de tout engagement, voire de tout formalisme. C’est dans la préface à Souvenirs de Bretagne (album de photographies de Charles Lhermitte 1911-1913) que Louis Guilloux se fait le plus explicite, citant Chateaubriand comme un argument littéraire d’autorité, ou faisant des femmes bretonnes les fermes soutiens de « guerres de la Chouannerie », des actions paysannes « des années 1933 et suivantes », et de « la lutte contre l’occupant nazi ». Et Guilloux de ponctuer son propos d’un péremptoire « le génie du peuple breton n’est pas romain. César n’a pas encore achevé sa conquête. Il ne l’achèvera jamais ».
La Bretagne que j’aime et la préface aux Souvenirs de Bretagne abordent deux autres points capitaux aux yeux de Guilloux : la langue et l’imaginaire. Louis Guilloux rappelle l’éloge que fit Michelet de la Bretagne et des Bretons, « de la langue et du génie celtiques, de l’apport de ce génie dans la culture française et générale » dans son Histoire de France. Puis il dénonce la proscription dont fut victime la langue bretonne qui ne risquait pourtant pas de ruiner « l’unité nationale », et conclut : « Il existe un « sacré » contre lequel aucun argument ne pourra jamais prévaloir », le droit à parler sa propre langue.Les droits culturels sont inhérents aux droits de l’homme.
Quant à l’imaginaire, s’il appartient à la propension au conte, à la légende, à la poésie, au rêve, qui est vif chez les Bretons, Guilloux le rattache à l’esprit de révolte qui correspond à une forme de déni des réalités de ce monde, tel que l’exprimèrent Corbière, Villiers de l’Isle-Adam ou Jules Lequier. Louis Guilloux rejoint sur ce point son ami Jean Grenier qui parle de « mal celtique », ennui de la finitude de toutes choses et appel à tous les ailleurs. Le marin Durtail du Pain des rêves en serait un exemple modeste face à Cripure et à sa volonté d’échec.
Des réalités individuelles, sociales et politiques ancrées dans la terre bretonne, des idéaux de justice, de liberté, de bonheur défendus en pays breton, un mal celtique lié à l’existence et à l’être : la Bretagne est consubstantielle à l’œuvre de Louis Guilloux mais elle ne l’enferme pas, elle l’ouvre au monde et se propose comme un appel à ce que le romancier considérait comme essentiel, « l’amour de la vie ».

## Amitiés et correspondance
Louis Guilloux a été l'ami de nombreux écrivains, avec lesquels il entretenait une correspondance extensive. L'essentiel de cette correspondance a été édité dans les années 2005-2015 dans cinq livres, à savoir : Albert Camus, André Malraux, Jean Guéhenno, Jean Paulhan et Georges, Emilienne et Lucie Robert.
Jean Grenier à 19 ans sera le premier à tisser des liens quasi fraternels avec le jeune Louis Guilloux. Le premier aussi qui lui fera rencontrer en 1925 des écrivains qui deviendront des amis : André Chamson, Max Jacob.
En 1927 Jean Guéhenno édite chez Grasset La Maison du peuple, le premier roman publié. Les deux fils de cordonniers partagent une même enfance. Cette même année, André Malraux entre dans la vie de Louis Guilloux. À partir de 1932, Malraux accompagne la genèse du Sang Noir. Il sera avec Louis Aragon et André Gide l'un des fervents défenseurs du roman paru en 1935. Eugène Dabit, l'auteur de L'Hôtel du Nord retrouve son ami Louis Guilloux pour accompagner André Gide en URSS à l'été 1936.
Après la guerre, en 1945, la rencontre avec Albert Camus signe la naissance d'une amitié exceptionnelle qui portera à jamais pour Guilloux l’empreinte tragique de la mort accidentelle de Camus en 1960. « Relation limpide des deux hommes...en totale confiance l'un par rapport à l'autre » écrit Agnès Spiquel–Courdille dans l'avant-propos de la Correspondance Camus-Guilloux.
Moins connues du grand public, Liliana Magrini et Vivette Perret, publiées chez Gallimard, seront dans les années 1950-1960 des confidentes.
Autres amitiés littéraires, Mohammed Dib, l’écrivain algérien et Ignazio Silone, l’auteur italien fréquenté lors des rencontres au titre de la Société européenne de la culture dont Guilloux fut un membre actif.
D'autres textes traitent de l'amitié de Louis Guilloux avec Jean Grenier, avec lequel il est ami depuis 1917,, avec Georges Palante son professeur de philosophie, sur lequel Guilloux a publié en 1931 Souvenirs sur Georges Palante et avec André Chamson.
La Société des Amis de Louis Guilloux a consacré des Rencontres Louis Guilloux sur cette thématique de l'amitié Des amis, des compagnons au cœur de la création littéraire (20 et 21 octobre 2012) et a publié les actes de ces rencontres.

## Réception de l’œuvre
L’œuvre de Louis Guilloux a fait l’objet d’une réception abondante. L’étude de l’accueil fait à ses livres montre qu’ils ont intéressé la critique, avec des pics de succès : en 1927 La Maison du peuple suscite de nombreux articles. En 1935, Le Sang noir alimente abondamment les chroniques. Si le silence se fait presque totalement pendant les années de guerre (rompu seulement pour Le Pain des rêves), Le Jeu de patience, qui reçoit le Prix Renaudot en 1949, attire à nouveau fortement l’attention. En 1967, l’attribution du Grand Prix National des Lettres pour l’ensemble de l’œuvre déclenche beaucoup de commentaires, tout comme, en 1967 puis en 1977, la reprise du Sang noir dans la version théâtrale intitulée Cripure. Lors du décès de Louis Guilloux, en 1980, de très nombreuses chroniques nécrologiques lui sont consacrées, du Figaro à L’Humanité, de la presse régionale à la presse culturelle- sa mort est annoncée à la Une du Monde). Au cours des années suivantes paraissent de plus en plus des numéros de revues, des actes de colloques, des essais, des études universitaires. Presque 40 ans plus tard, en 2019, la parution posthume de L’Indésirable constitue un succès éditorial et relance la démarche critique.
Cette réception assidue de l’œuvre doit ses fluctuations au caractère aléatoire habituel des choix des lecteurs, à la grande diversité des ouvrages — Louis Guilloux a été un explorateur en écriture. Les intermittences de la critique s’expliquent aussi en particulier par les alternances de présence et d’absence de l’auteur dans le monde littéraire parisien. Mais il a été traité en pair, de façon constante, par les plus grands écrivains du temps, comme l’attestent les correspondances (Gide, Guéhenno, Max Jacob, Malraux, Albert Camus, Paulhan, etc.). Il a été édité par les maisons les plus réputées, chez Grasset d’abord puis chez Gallimard à partir du Sang noir. On a pu dire qu’il était accompagné d’une grande escorte.
Très attaché à son métier d’écrivain, il était sensible à la reconnaissance de son œuvre. Dans une série d’études réunies sous le titre Louis Guilloux dans les médias , on voit notamment avec quel soin il collationnait les images de lui-même, soigneusement établies par les maisons d’édition — il en avait constitué un thesaurus. Il conservait les coupures de journaux, se prêtait à de multiples interviews, radiodiffusées puis télévisées ; il y entretenait une image de lui-même à laquelle il était attaché — il se livre et se dérobe à la fois de façon complexe.
Au total la réception de l’œuvre renvoie des images diverses. Les unes cautionnent un Louis Guilloux témoin de la pauvreté dans la société du début du XXe siècle, un non aligné plus ou moins anarchisant ; le personnage de Cripure est nodal dans la vision de l’œuvre. D’autres soulignent la démarche existentielle, un humanisme de la souffrance, une éthique de la solidarité que manifestent les actions de militant , et aussi, à partir du Pain des rêves, la fin d’une relation enchantée à l’enfance, et de façon récurrente un rapport complexe au communisme, à la religion. Il faut noter que les articles qui traitent de Guilloux, comme le montrent leurs titres, dépassent souvent le livre qui les a déclenchés, traitent de l’œuvre dans son ensemble, de questions générales — philosophiques, politiques, littéraires. On a analysé l’intérêt montré par de grands périodiques, La Nouvelle Revue française, Esprit, Europe, Le Nouvel Observateur. On insiste partout sur la manière dont l’auteur a donné la parole à ceux qui habituellement ne l’ont pas, dont il a stigmatisé un patriotisme fallacieux, dont il exprime la crainte de trahir ses origines , dont il se défend de toute inféodation et se présente en « franc-tireur ». Mais la réception a répondu aussi à son souci de littérarité, et si la presse de gauche le saluait en raison de son investissement dans la problématique sociale, les critiques qui sur ce plan le désavouaient prenaient en compte sa démarche de recherche littéraire.
Il s’est avant tout voulu écrivain, et les critiques l’ont jugé à cette aune. Dans Le Monde des livres, à propos de Coco perdu il est rapproché de Vallès, du Nouveau Roman, de Beckett, de Cayrol. Les échos des recherches du Nouveau Roman expliquent sans doute en partie l’accueil assez froid qu’a réservé la critique de gauche au Jeu de patience. On a montré le développement de la recherche appliquée à son œuvre : les premiers mémoires et thèses sont produits aux États-Unis et en Grande Bretagne. En France les études émanent d’abord de témoins, puis de spécialistes ; monographies, essais, mémoires, thèses se succèdent à partir des années 1980. Des colloques ont lieu, la Société des Amis de Louis Guilloux produit une revue et organise des journées d’études, une équipe de l’université Rennes 2 CELLAM se consacre à l’écrivain, et gère un site internet. Un fonds d’archives, à la Bibliothèque de Saint-Brieuc, est à la disposition des chercheurs. La critique contemporaine, universitaire ou non, tient compte de plus en plus du travail narratologique de Louis Guilloux, des recherches de ton qui lui sont propres : les articles portant sur L’Indésirable sont révélateurs de cet angle de vue ; les goûts évoluent, l’esthétique du récit a changé, et le public contemporain a goûté la brièveté du livre, la structure sans cesse rompue du récit, l’acidité de la satire.
	Au total, la critique a insisté sur la force de cette pensée dialogique, sur les retours littéraires du Sang noir, dans lesquelles s’inscrit L’Indésirable, sur le fait que la gauche a manqué un grand écrivain — lui-même rêvait de voir Cripure sur les barricades. Mais on donne aussi toute sa place à une voix de conteur remarquable, de polémiste, de satiriste, ainsi qu’aux arcanes d’une esthétique du récit.

## Distinctions
- Prix du roman populiste en 1942 pour Le Pain des rêves.
- Prix Renaudot en 1949 pour Le Jeu de patience.
- Grand prix national des Lettres (1967) pour l'ensemble de son œuvre.
- Grand prix de littérature de l'Académie française (1973).
- Grand Aigle d'Or de la ville de Nice (1978).
- Prix Bretagne (1978) pour l'ensemble de son œuvre et Carnets 1944-1974.

## Fonds d’archives Louis Guilloux des bibliothèques municipales de Saint-Brieuc
Dès le mitan de sa carrière littéraire, au moins dès les années 1930, Louis Guilloux observe d’un œil circonspect et souvent agacé l'afflux de ses paperasses, semble-t-il aussi envahissantes que nécessaires, mais dont l’éventuelle postérité lui inspire des remarques fatalistes.
L’écrivain, en effet, dès ses premières œuvres, prenait soin de s’appuyer sur une indispensable et conséquente matière documentaire de première et seconde main, étroitement tissée avec différents états matériels de textes de différentes natures (chapitres de romans, nouvelles, journal personnel), eux-mêmes susceptibles de se transformer pour glisser d’un projet à l’autre, au gré des impulsions créatrices et des potentialités éditoriales. À cela s’ajoutait encore une correspondance personnelle volontiers intégrée à l’œuvre ainsi que des articles de journaux et revues, de réception de ses œuvres ou sur des sujets politiques, sociaux, littéraires et divers. Le tout cent fois transformé, découpé, reclassé puis retravaillé, sur une multitude de supports.
À la fin de sa carrière littéraire, et comme cela le serait mesuré ultérieurement, Louis Guilloux avait ainsi généré plusieurs centaines de milliers de feuillets d’archives, essentiellement répartis entre les adresses familiales (dont la maison de Saint-Brieuc) et « professionnelles » (Gallimard).
Logiquement, compte tenu de l’importance d’une œuvre unanimement saluée, la question de la préservation des archives de Louis Guilloux fit l’objet de questionnements, puis d’une attention particulière croissante à laquelle prirent part de nombreux acteurs, en étroite collaboration avec Renée Guilloux, puis avec sa fille Yvonne Guilloux. Outre le travail de l’exécutrice littéraire Françoise Lambert, le rôle conjoint de la jeune Société des Amis de Louis Guilloux et de la municipalité de Saint-Brieuc fut essentiel dans l’acquisition par la Ville, en 1981, de la maison de la rue Lavoisier, puis de l’achat de l’essentiel des archives de l’écrivain, alors en possession de la famille (1993). Cette dernière opération, d’importance nationale, fut fortement soutenue par le ministère de la Culture, la région Bretagne et le département des Côtes-d'Armor, fut également remarquable en ce qu’elle confirmait le maintien à Saint-Brieuc d’un corpus archivistique initialement susceptible d’être intégré aux collections de la Bibliothèque nationale.
C’est à la bibliothèque municipale de Saint-Brieuc que revint la mission de conservation et de valorisation de ce fonds initial, qui fit d’abord l’objet d’un plan de classement toujours actif, distinguant pour l’essentiel l’œuvre littéraire (publiée ou inédite), la correspondance, les papiers personnels, l’iconographie et la bibliothèque. Sauf exception, la consultation sur place est ouverte à toute demande justifiée.
Régulièrement enrichi par des dons et acquisitions ciblées, le catalogue du fonds d’archives littéraires Louis Guilloux des bibliothèques de Saint-Brieuc est accessible en ligne via le portail des médiathèques de la Baie.

## Publications

### Œuvres
- La Maison du peuple, roman, Grasset, coll. « Les Écrits » no 2, 1927
- Dossier confidentiel, roman, Grasset, coll. « Les Cahiers verts » no 10, 1930
- Compagnons, Grasset, 1931
- Souvenirs sur Georges Palante, Saint-Brieuc, O.L. Aubert, 1931 ; réédition Calligrammes, 1980, et Éditions Diabase, 2014 (préface de Yannick Pelletier)
- Hyménée, roman, Grasset, 1932
- Le Lecteur écrit, compilation de courriers de lecteurs du journal L'Intransigeant, Gallimard, coll. « Les Documents bleus », no 50, 1933
- Angélina, roman, Grasset, 1934
- Le Sang noir, roman, Gallimard, 1935
- Histoire de brigands, récits, Éditions sociales internationales, 1936 lire en ligne sur Gallica
- Le Pain des rêves, roman, Gallimard, 1942
- Le Jeu de patience, roman, Gallimard, 1949
- Absent de Paris, lettres de voyage, Gallimard, 1952
- Parpagnacco ou la Conjuration, roman, Gallimard, 1954
- Les Batailles perdues, roman, Gallimard, 1960
- Cripure, pièce tirée du Sang noir, Gallimard, coll. « Le Manteau d'Arlequin », 1962
- La Confrontation, roman, Gallimard, 1968
- La Bretagne que j'aime, avec Pascal Hindus, photographies, et Charles Le Quintrec, légendes, Éditions Sun, 1973
- Salido, suivi de OK Joe !, 1976, Gallimard[171]
- Coco perdu. Essai de voix, récit, Gallimard, 1978
- Carnets 1921-1944, Gallimard, 1978.

### Œuvres posthumes
- Grand Bêta, conte, Gallimard Jeunesse, coll. « Folio Benjamin », no 54, 1981
- Carnets 1944-1974, Gallimard, 1982.
- L'Herbe d'oubli, mémoires, texte établi et annoté par Françoise Lambert, Gallimard, 1984
- Labyrinthe, roman, postface d'Yvonne Besson, Gallimard, coll. « L'Imaginaire », no 397, 1999
- Vingt Ans ma belle âge, nouvelles, Gallimard, 1999
- Chroniques de Floréal, 1922-1923, recueil d'articles, édition établie par Éric Dussert, Éditions Héros-Limite, 2018
- Douze Balles montées en breloque / Dek du kugloj breloke muntitaj, texte bilingue français-Esperanto (traduction de Philippe Adeline), éditions SAT-Amikaro, 2016
- Douze Balles montées en breloque, texte bilingue français-breton (traduction de Maguy Kerisit-Louédoc), postface de Yannick Pelletier, éditions Goater, 2018
- L'Indésirable, roman, avant-propos de Françoise Lambert, édition, notes et postface d'Olivier Macaux, Gallimard, 2019

### Correspondance
- Louis Guilloux, Georges, Émilienne et Lucie Robert, Correspondance (1920-1970),« Confrontations » - Bulletin de la Société des Amis de Louis Guilloux, no 19, 2006
- Georges Palante et Louis Guilloux - L Amitié - La Fêlure, (1917-1921), Cahiers Louis Guilloux, no 2, Folle Avoine, 2009
- Jean Guéhenno, Louis Guilloux, Correspondance (1927-1967). Les paradoxes d’une amitié, La Part commune, 2010
- Jean Paulhan, Louis Guilloux, Correspondance (1929-1962), éditions du CNRS, 2010
- Albert Camus, Louis Guilloux, Correspondance (1945-1959), Gallimard, 2013
- Louis Guilloux et les Éditions Rieder (1923-1937), Cahiers Louis Guilloux, no 3  (ISBN 978-2-86810-237-9), Folle Avoine, 2018

## Adaptations pour la télévision
- Compagnons. Réalisation par Jean-Paul Roux, adaptation par Louis Guilloux lui-même et Jean-Paul Roux. Ce téléfilm d'une durée de 1 h 12 a été diffusé à la télévision le 5 décembre 1967.
- Le Pain des rêves. Réalisation par Jean-Paul Roux, adaptation par Louis Guilloux lui-même et Jean-Paul Roux. Ce téléfilm d'une durée de 1 h 31 a été diffusé à la télévision le 23 janvier 1974.
- Le Sang noir de Louis Guilloux a été adapté en 2007 pour la télévision, mis en scène par Peter Kassovitz et produit par BFC production (Françoise Castro). Le rôle de Cripure est tenu par Rufus. Le film a été tourné en mars et avril 2006 à Lille et à Cambrai par l'équipe de France 3 Production Lille.

## Prix Louis-Guilloux
Le Conseil général des Côtes-d'Armor a créé en 1983 le prix Louis-Guilloux « pour perpétuer les valeurs littéraires et morales de l'écrivain breton.» Ce prix est décerné chaque année à une œuvre de langue française ayant une « dimension humaine d'une pensée généreuse, refusant tout manichéisme, tout sacrifice de l'individu au profit d'abstractions idéologiques ».

### Prix Louis Guilloux des Jeunes
Le Prix Louis Guilloux des Jeunes a été créé en 1994 par la Société des Amis de Louis Guilloux. Ayant pour objectifs de faire vivre la mémoire de cet écrivain et d’amener les jeunes générations à lire son œuvre, ce prix s’adresse aux jeunes de moins de 25 ans. Il est diffusé, en partenariat avec le Rectorat d’Académie et la Direction de l’enseignement catholique, dans tous les collèges et lycées publics et privés de l’Académie de Rennes. Il est également accessible à tous les jeunes qui en feront la demande en France ou à l’étranger. Il est possible de concourir à titre individuel ou dans le cadre d’un groupe, d’une classe…

Chaque année est choisi un extrait différent de l’œuvre de Louis Guilloux dont les participants sont appelés à s’inspirer très librement pour écrire un texte de forme libre (récit, lettre, correspondance, portrait, journal intime, carnet de bord…) ou, depuis 2016, réagir sur un mode personnel en combinant par exemple poème, dessin, réécriture. Le Prix est doté par la Ville de Saint-Brieuc, le département des Côtes d’Armor, la région Bretagne et la Société des Amis de Louis Guilloux.

Grâce au relais académiques de diffusion, élèves et professeurs sont sensibilisés à l’œuvre de Louis Guilloux et éventuellement accompagnés dans leur travail par une visite de la maison et du bureau de Louis Guilloux.

Chaque année, parmi plus de 200 concurrents, sont récompensés des lauréats de qualité reçus à la Maison Louis Guilloux 13 rue Lavoisier à Saint-Brieuc le premier ou second samedi de juin.
Les nouvelles primées sont éditées. Certains lauréats, grâce à ce Prix, ont pris goût à l’écriture et deviennent des passionnés de Louis Guilloux.

Ce Prix des Jeunes a pris place dans le paysage culturel de la Région et est relayé dans la Presse.
Ne s’adressant pas à des écrivains, ce prix a le mérite d’encourager à la fois à la lecture et à l’écriture littéraire par l’entremise d’un grand écrivain attaché à sa ville, sa région et reconnu bien au-delà de son pays.
Les meilleures nouvelles sont publiées depuis le début du Prix et disponibles, à la demande, à la société des Amis de Louis Guilloux.

## Lieux
Le nom de Louis Guilloux a notamment été donné à une place de la ville de Saint-Brieuc, à une rue de la ville de Rennes, de Nantes et d'Eysines près de Bordeaux en Gironde.
Il a notamment été donné à un lycée professionnel à Rennes, une école primaire à Orléans mais également à un collège à Montfort-sur-Meu ainsi qu'à une association à but non lucratif, le Réseau Louis-Guilloux, qui promeut la Santé comme définie par l'Organisation mondiale de la Santé, à destination d’une population majoritairement précaire et de toutes origines.

### Discographie
- Louis Guilloux, Le Sang noir, textes choisis par Louis Guilloux et Yannick Pelletier, lus par Louis Guilloux, éditions Coop-Breizh, Spézet

### Filmographie
- Rolland Savidan et Florence Mahé, Louis Guilloux l'insoumis, Société des Amis de Louis Guilloux et R.S. productions, 70 minutes, 2009 ;  éd. Cinémathèque de Bretagne, 2010 https://www.youtube.com/watch?v=Bsk4-igXqVU&t=5s
- Jean-Marie Drot, Voyage en Bretagne avec Louis Guilloux, droits : INA
- Pierre-André Boutang, Libres propos d'un homme libre : Louis Guilloux, 3 décembre 1970, Institut national de l'audiovisuel, voir en ligne
- Entretien avec Cécile Clairval, émission télévisée de la série Chant profond, INA, 1973
- Entretien avec Bernard Pivot, Apostrophes, 1978, édité en DVD, Gallimard-NRF/INA, 2003

### Théâtre
- L'Herbe de mémoire, voyage avec Louis Guilloux, texte et mise en scène Anne Quesemand, 1998

### Enregistrements radiophoniques
- Entretien avec Roger Vrigny, France Culture, décembre 1969, juin 1977, août 1978
- Entretien avec Anne Fabre-Luce, France Culture, juillet 1971
- Entretien avec Roger Grenier, France Culture, émission La vie entre les lignes, avril 1975
- Entretien avec Jacques Chancel, France Inter, émission Radioscopie, 1er juillet 1976
- Entretien avec Patrice Galbeau, France Culture, émission Mémorables, 1977